# Ironman
Pour les articles homonymes, voir Iron Man.
Vous lisez un « bon article » labellisé en 2015.
Ironman est dans le langage commun du triathlon le nom donné à l'un des plus longs formats de la discipline. D'une distance totale de 226 kilomètres (140,6 miles), une compétition Ironman, « Homme de fer » en français, est une course multi-disciplinaire consistant à enchaîner 3,8 km de natation, 180,2 km de cyclisme puis un marathon (course à pied de 42,195 km). Cette appellation est associée au triathlon Ironman d'Hawaï originel créé en 1978 par John et Judy Collins, qui est depuis 1990 le championnat du monde d'Ironman (Ironman World Championships). Ironman et Triathlon Ironman sont des noms déposés, propriétés de la World Triathlon Corporation (WTC). Cette société privée organise et décerne, chaque année, le titre de « champion du monde d'Ironman » à l'issue d'un circuit de courses qualificatives et d'une épreuve finale qui se déroule au mois d'octobre à Kailua-Kona, dans l'État d'Hawaï aux États-Unis. Sa devise, adoptée par tous les compétiteurs — les Ironmen —, est « Tout est possible » (Anything is possible). L'Ironman dont le nom est tout d'abord celui d'une compétition à la naissance du triathlon d'endurance très longue distance (XXL), devient également au fil de son histoire, celui d'une distance (226 km), d'un mythe (Ironman d'Hawaï), d'une marque (World Triathlon Corporation) pour devenir, enfin, celui du championnat du monde de triathlon très longue distance le plus connu de la planète.

## Histoire et construction de l'Ironman
Le triathlon Ironman d'Hawaï a été la première compétition internationale sur la distance.

### Les origines
En 1977, un débat informel oppose les représentants des Mid-Pacific Road Runners et du Waikiki Swim Club sur la primauté de leurs performances respectives. Cette même année à Oahu, lors de la cérémonie des récompenses d'une course de fond par équipes de cinq personnes, le Perimeter Relay, un commandant de l'U.S. Navy, John Collins et son épouse Judy, évoque le formidable record de VO2max (consommation maximale d'oxygène) détenu par Eddy Merckx,, le grand cycliste belge qui peut caractériser la prédominance du sport cycliste. Ayant participé avec son épouse aux premiers triathlons organisés en 1974 et 1975 par le San Diego Track Club à et autour de Mission Bay, ainsi qu'à l'Optimist Sports Fiesta Triathlon à Coronado (Californie) en 1975, ils suggèrent, pour trancher le débat, que le meilleur athlète peut être le vainqueur d'une compétition réunissant les trois courses les plus éprouvantes disputées sur l’île :
1. le Waikiki Roughwater Swim (3,85 km de natation) ;
2. la course cycliste Around-Oahu (185 km à vélo) ;
3. le marathon d'Honolulu (42,195 km de course à pied).

Il ajuste alors les parcours de ces épreuves de manière à faire coïncider les points d'arrivée et ceux de départ.

### 1978-1980: les premiers triathlonsIronman
Le premier triathlon Ironman est disputé à Honolulu en février 1978. Un document de trois pages détaillant les règles et le circuit complet est remis à chaque concurrent, une mention manuscrite sur la dernière page résume l'épreuve ainsi : « Nagez 3,8 km ! Roulez 180 km ! Courez 42 km ! Vantez-vous pour le reste de votre vie ! » (« Swim 2.4 miles! Bike 112 miles! Run 26.2 miles! then brag for the rest of your life! »). S'adressant à un coureur local, Collins ajoute : 
«  Whoever finishes first, we'll call him the Iron Man.(Qui que soit qui finit le premier, nous l’appellerons l'homme de fer.) »
Douze des quinze hommes engagés dans l'épreuve au petit matin du 18 février 1978 achèvent la course. Le premier Ironman du monde, Gordon Haller, l'accomplit en 11 h 46 min 58 s. Tous les concurrents qui terminent l'épreuve, les finishers, reçoivent un trophée soudé et dessiné par John Collins lui-même : une figurine en fer avec un trou (en fait un écrou) à la place de la tête.
La notoriété grandissante de l'épreuve attire une cinquantaine de candidats pour l'édition de 1979. En raison des mauvaises conditions climatiques, son départ est reporté d'un jour et seuls quinze concurrents se présentent finalement sur la ligne. Tom Warren, de San Diego, 35 ans, gagne en 11 h 15 min 56 s. La première « Ironwoman », Lyn Lemaire, championne cycliste de Boston, se classe cinquième sur quinze, avec un temps de 12 h 55 min 38 s.
Afin d’attirer plus de participants, John Collins envisage de modifier l'épreuve, en créant un relais, mais la publication d'un article lui fait renoncer à ce projet. Barry McDermott, rédacteur de Sports Illustrated et son photographe Peter Read Miller, présents sur l’île pour couvrir un tournoi de golf, qui découvrent la course et réalisent un reportage de dix pages. Au lendemain de cette publication, John Collins reçoit des centaines de demandes d'inscription pour sa compétition. Les fondateurs John et Judy Collins donnent alors à la chaîne de télé ABC la permission de filmer l’événement pour son émission Wide World of Sports. Ils avertissent les responsables d’ABC que « regarder la course est aussi excitant que de regarder une pelouse pousser ». Le reportage, qui va alors accentuer les effets dramatiques, fait découvrir l’Ironman au monde entier. Cent six hommes et deux femmes participent à la course. Elle est remportée en 9 h 24 min 33 s par Dave Scott, 26 ans, professeur de natation à Davis, Californie. Robin Beck gagne le trophée féminin en 11 h 21 min 24 s et se classe 12e au classement général scratch.
Fin 1980, le triathlon Ironman fait des émules et depuis, d’autres triathlons de longueurs différentes sont organisés dans le monde. Alors qu'il est muté à Washington par la Navy, le commandant Collins cède l'organisation de l’événement au club de sport local, le Nautilus Fitness Club.

### 1981-1989: l'Ironmand'Hawaï

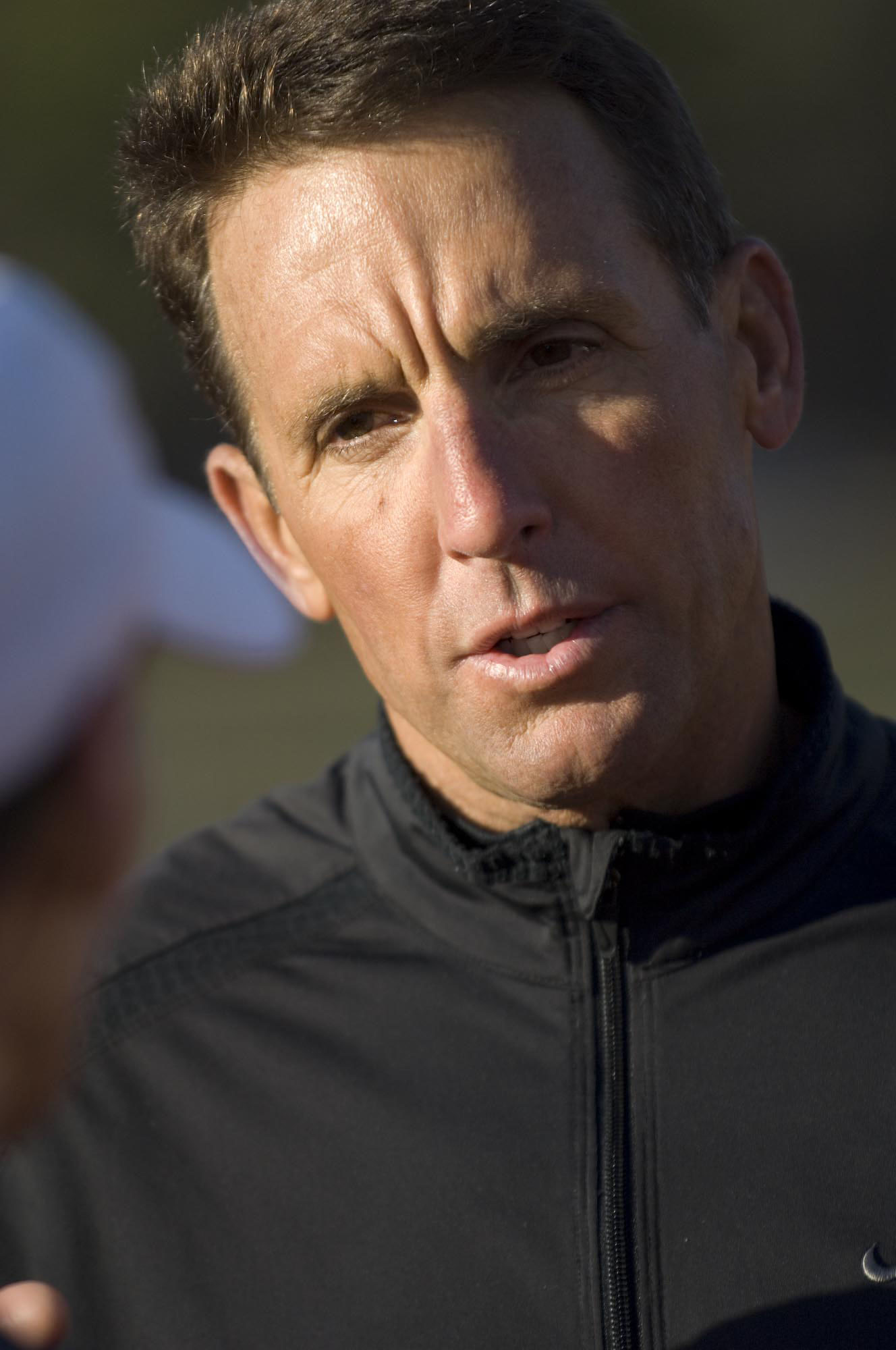
L'Américain Dave Scott, codétenteur du record de victoires en championnat du monde Ironman (6).

Valérie Silk,, responsable de la supervision de la course au sein du club, décide de déplacer l’Ironman des tranquilles rivages de Waikiki au gisement stérile de lave de Kona sur la Big Island d’Hawaï. John Howard, cycliste olympique, gagne la première course sur Big Island en 9 h 38 min 29 s chez les hommes. Linda Sweeney, une des vingt compétitrices, gagne en 12 h 0 min 32 s chez les femmes. Walt Stack (73 ans), le plus âgé des triathlètes engagés, termine dernier en 26 h 20 min 0 s, le temps le plus lent de toute l’histoire des Ironmans.
En octobre 1982, les organisateurs décident de déplacer l'épreuve de février à octobre afin d’offrir de meilleures conditions d'acclimatation et de course aux athlètes venant de climats plus froids. Deux Ironmans ont donc lieu cette année-là (un en février, un autre en octobre). Un temps limite est de plus imposé. Les athlètes doivent accomplir les 226,27 km du parcours en moins de dix-huit heures et trente minutes. L’organisation fait également coïncider le jour de la course avec une nuit de pleine lune afin de procurer une meilleure assistance aux coureurs à la nuit tombée.
Après le départ des Collins et les premières retransmissions télévisées, l’Ironman prend de la consistance et se révèle au monde entier d’une manière assez inattendue, mais dont des millions de téléspectateurs se souviennent. En février 1982, Julie Moss, alors étudiante et courant afin de recueillir des impressions pour sa thèse de physiologie, se trouve en tête de la course féminine, en dépit d’une sévère fatigue et d’une déshydratation avancée. Dans les derniers mètres de la course, elle chancelle et s'effondre en vue de la ligne d’arrivée. Elle se fait doubler par Kathleen McCartney qui remporte le titre féminin. Julie Moss rampe pourtant vers la ligne qu'elle franchit à quatre pattes. Le titre lui échappe, mais elle inscrit ainsi un des moments les plus emblématiques de l'histoire de l'ironman, qui a contribué à forger sa devise : « Tout est possible » (« Anything is possible »).
En 1983, pour la première fois, un système de qualification impose désormais un nombre limité de coureurs. Le premier Ironman organisé aux États-Unis et qualificatif pour l'épreuve reine est le « Ricoh Ironman U.S. Championship », qui se déroule à Los Angeles en mai. Les meilleurs athlètes de chaque tranche d'âge masculine ou féminine sont sélectionnés pour l'Ironman de Kona (Hawaï) en octobre.
En 1985 Scott Tinley, novateur en étant le premier à utiliser un « guidon de triathlète » sur son vélo,, remporte le trophée en établissant un nouveau record de la course en 8 h 50 min 54 s. Mais de 1980 à 1987, c'est l'Américain Dave Scott, surnommé « l'Homme » (« the Man »), qui étend son emprise sur la compétition en remportant six titres en huit participations, établissant le premier record de victoires masculines sur l'épreuve. Débutent aussi les deux premières courses de qualification internationale : le « Double Brown Ironman » à Auckland en Nouvelle-Zélande qui a lieu le 24 mars et le « Yanmar Ironman Japan » au lac Biwa au Japon qui a lieu le 30 juin.
1986 et 1988 voient les premières éditions de deux nouvelles épreuves qualificatives pour l'Ironman d'Hawaï : l'Ironman Canada, organisé à Penticton en Colombie-Britannique, et l'Ironman Europe à Roth, dans l’ouest de l’Allemagne.

## Championnat du monde d'Ironman

### 1990 - 1997: championnat du monde et internationalisation
En 1990, le Dr James P. Gills, triathlète vétéran, rachète la Hawaï Triathlon Corporation à Valérie Silk et crée la World Triathlon Corporation (WTC). Cette société commerciale formalise et développe le championnat du monde d'Ironman et promeut la marque Ironman. Elle organise un circuit officiel et international de qualifications s'appuyant sur une vigoureuse politique commerciale et médiatique. Le format sportif de l'Ironman ne change pas et celui de Kona sur l'archipel d'Hawaï, qui porte désormais le nom officiel de « championnat du monde d'Ironmnan Kailua-Kona » (Ironman World Championship Kailua-Kona), continue de servir de support au « championnat du monde ». Compétition finale du circuit, il est considéré comme le plus important et l'un des plus prestigieux triathlons du monde.
Ces années sont aussi marquées par la domination américaine sur la compétition. Le triathlète Mark Allen, surnommé « La Poigne » (« The Grip »), égale le record de victoires masculines de Dave Scott. Il établit aussi le plus grand nombre de victoires consécutives sur la compétition. Mais c'est la triathlète zimbabwéenne naturalisée américaine Paula Newby-Fraser, surnommée « la Reine de Kona » (« the Queen of Kona »), qui établit avec huit victoires le record absolu du championnat du monde d'Ironman. Elle détient également avec vingt-trois victoires le record du plus grand nombre de victoires sur distance Ironman.
L'Australien Greg Welch, surnommé « le clown fou » (« the wild joker »), met un terme à la domination américaine chez les hommes en battant Dave Scott et Mark Allen en 1994. Il devient le premier triathlète non-américain à remporter le championnat du monde. Heather Fuhr, triathlète canadienne, fait de même en battant son amie et partenaire d’entraînement de longue date Paula Newby-Frazer en 1997.

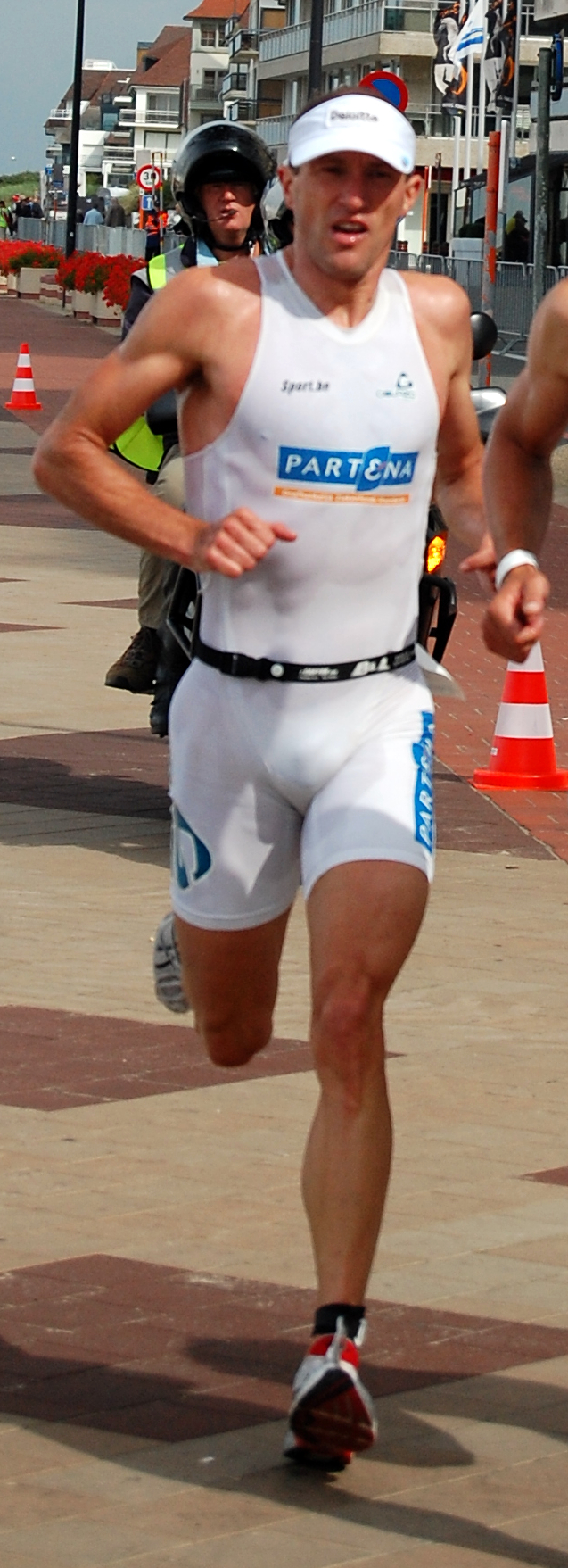
Luc Van Lierde, premier champion du monde européen.

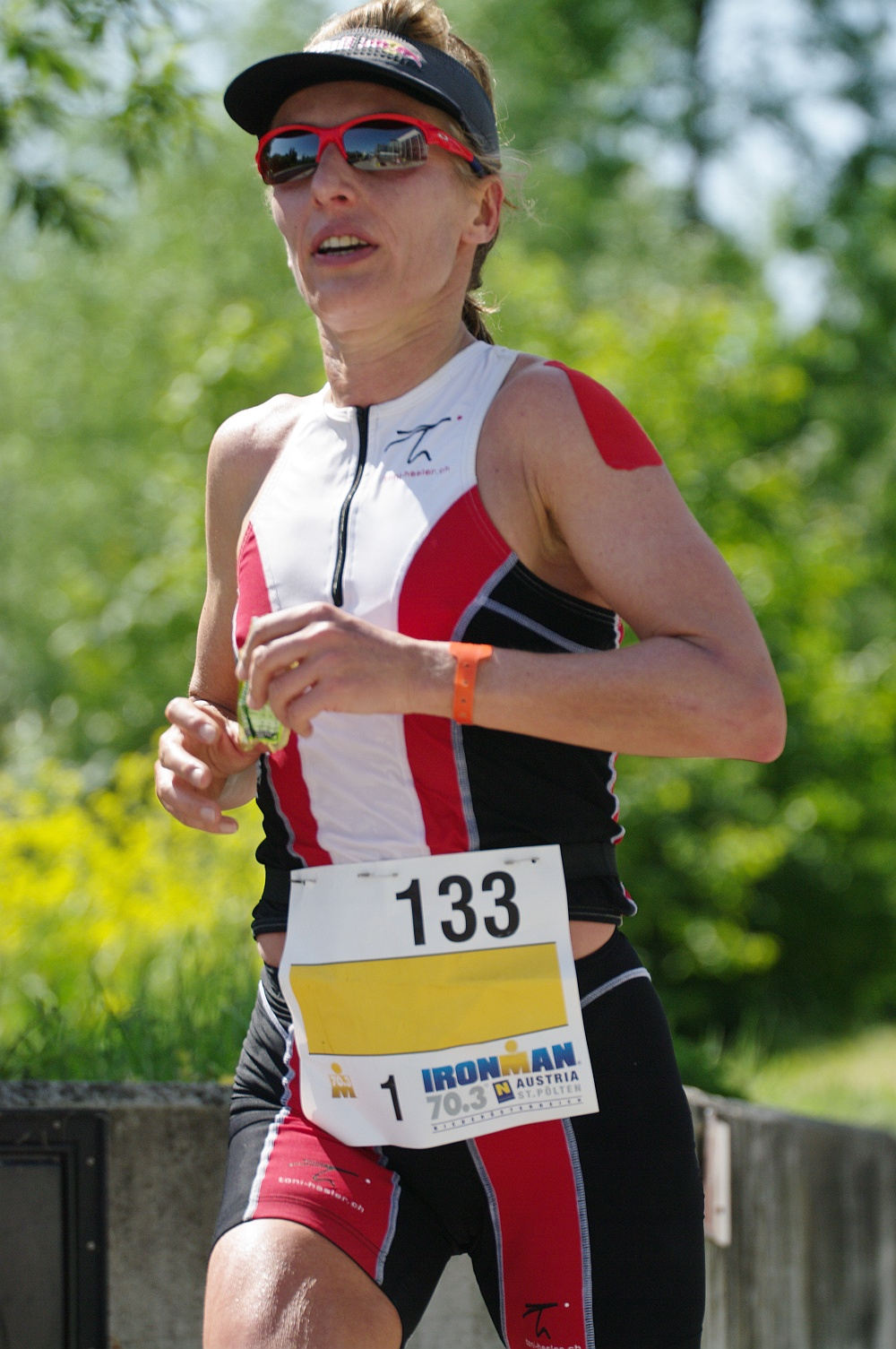
Natascha Badmann, six fois championne du monde d'Ironman, première européenne championne du monde.

En 1995, Isabelle Mouthon-Michellys prend la seconde place en 9 h 25 min 13 s. Elle reste la seule triathlète française à s'être hissée sur le podium. Les premiers vainqueurs européens apparaissent en 1996 pour les hommes et 1998 pour les femmes et mettent fin à la suprématie américaine. Luc Van Lierde, jeune Belge de 27 ans et nouveau venu sur l'Ironman, est le premier Européen à gagner la course et améliore le record détenu par Mark Allen de plus de trois minutes, en 8 h 4 min 8 s. Il remporte deux fois le trophée en trois participations.

### 1998-2015: de records en records
En 1998, l’Ironman Triathlon World Championship célèbre son 20e anniversaire. Sept des quinze athlètes ayant participé à la première édition sont présents, et six s’alignent au départ. Parmi eux se trouve le premier vainqueur Gordon Haller qui termine en 14 h 27 min 1 s et le fondateur de la course, John Collins qui passe la ligne d’arrivée en 16 h 30 min 2 s. La Suissesse Natascha Badmann, surnommée « Mademoiselle Suisse » (Miss Swiss), devient, à 31 ans, la première européenne à remporter le titre en 9 h 24 min 16 s. Elle le gagne six fois en huit participations et maintient son emprise sur la compétition féminine jusqu'en 2005.
De 2007 à 2011, Chrissie Wellington, triathlète britannique, marque l'histoire du championnat du monde en gagnant quatre fois la compétition en quatre participations. Elle participe à son premier championnat, le 13 octobre 2007 et remporte le titre et la prime de 110 000 dollars (USD) en clôturant l’épreuve en 9 h 8 min 45 s. Avec cinq minutes d'avance sur la deuxième Samantha McGlone et un temps de 2 h 59 min 58 s sur le marathon, deuxième temps le plus rapide enregistré en 2007 par une femme sur le parcours. Elle crée une des plus grandes surprises de l’histoire de l’Ironman de Kona. Un exploit salué par la presse spécialisée, tant il demeure quasiment impossible de remporter cette course lors d'une première participation. Sa victoire est décrite comme « un des plus grands chocs de l’histoire de ce sport ». Elle bat en 2009 le record détenu par Paula Newby-Fraser depuis 1992 en 8 h 54 min 2 s et elle établit en 2011, sur le Challenge de Roth en Allemagne, le record sur distance Ironman en 8 h 18 min 13 s.
Après trois années de domination allemande chez les hommes, l'Australie prend la suite à partir de 2007 grâce à Chris McCormack et surtout à Craig Alexander qui remporte la course trois fois et établit en 2011 un nouveau record en 8 h 3 min 56 s. Pourtant, cette même année, l'Allemand Andreas Raelert établit au Challenge de Roth le record absolu sur la distance Ironman en 7 h 41 min 33 s. En 2013, le Belge Frederik Van Lierde met un terme à six années de domination australienne en remportant le championnat du monde, après s’être qualifié en remportant la même année et pour la troisième fois consécutive, l'Ironman France. Il cède son titre en 2014 à l'Allemand Sebastian Kienle qui l'emporte devant l'Américain Ben Hoffman et son compatriote Jan Frodeno. Ce dernier construit sa victoire sur la deuxième partie du parcours vélo, accentuant son avance malgré un fort vent de face, pour entamer le marathon avec une minute trente d'avance sur son premier poursuivant.
Après avoir établi lors de sa victoire sur l’édition 2013 un nouveau record féminin en 8 h 52 min 14 s, la triathlète australienne Mirinda Carfrae, surnommée « Rinny », remporte son troisième titre de championne du monde en 2014, s'imposant devant la Suissesse Daniela Ryf qui participe à cette compétition pour la première fois. Malgré un retard de près de quatorze minutes sur les premières triathlètes à la sortie de l’épreuve vélo, elle entame une des plus grandes remontées de l'histoire de la compétition pour prendre au trente-sixième kilomètre du marathon la tête de la course, qu'elle conserve jusqu'à l'arrivée.
En 2015, la 39e édition du championnat du monde voit les favoris, l'Allemand Jan Frodeno et la Suissesse Daniela Ryf remporter la victoire et le titre convoité. Ils réalisent tous deux le second doublé Ironman - Ironman 70.3 de l'histoire des épreuves, après l’Australien Craig Alexander chez les hommes en 2011 et la Britannique Leanda Cave en 2012. Daniela Ryf réalise sa performance en passant sous la barre des neuf heures de course,.

### 2016: domination européenne

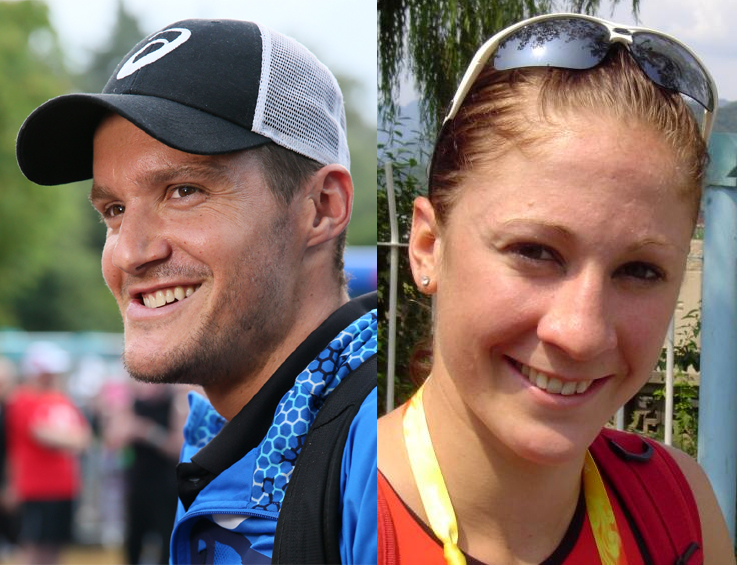
Jan Frodeno et Daniela Ryf.

L'édition 2016, 40e du nom, favorisée par une météo clémente a battu plusieurs records. Jan Frodeno et Daniela Ryf n'ont pas cédé leur couronne et ont fait preuve d'une grande maitrise en surclassant complètement tous les prétendants au titre. Patrick Lange prend la troisième place du classement général en battant le record du marathon sur l'épreuve en 2 h 39 min 45 s record détenue depuis 1989 par Mark Allen. Pour la seconde fois de l'histoire avec 1997, les trois places du podium masculin sont remportées par trois triathlètes allemands, aucune nation n'a réussi cet exploit depuis la création du championnat du monde officiel en 1990. La Suissesse Daniela Ryf remporte sa seconde victoire en améliorant le record féminin détenu par Miranda Carfrae de près de six minutes en 8 h 46 min 46 s au terme d'une course qu'elle domine complètement. Enfin, le Japonais, Hiromu Inada, devient le triathlète le plus âgé ayant terminé un Ironman. À 84 ans, Il clôt l'épreuve en 16 h 49 min 18 s.

### 2017: nouvelles limites
La 41e édition de l'Ironman a vu l'établissement d'un nouveau record masculin. Comme depuis plusieurs années plus de 2 400 participants ont gagné sur une course Ironman dans le monde pour les amateurs, ou au « Kona Point Ranking » pour les professionnels leur slot pour prendre le départ de l'épreuve d'Hawaï. 1 762 hommes, 688 femmes pour un âge moyen de 43 ans, en compagnie du plus vieux compétiteur de l'histoire, tenant du record d'âge et présent pour une nouvelle tentative, le Japonais de 84 ans Hiromu Inada, accompagné du plus jeune, le Danois de 18 ans Paul Lennart ont pris le départ. L'Allemand Patrick Lange 3e lors du championnat du monde 2016, en battant le record sur le marathon, détenu jusqu'alors par une légende de l'épreuve, l'Américain Mark Allen, remporte le titre 2017 en 8 h 1 min 40 s grâce à un marathon de haut niveau et inscrit un nouveau record de l'épreuve, propriété depuis 2011 de l'Australien Craig Alexander. Patrick Lange est le 6e triathlète allemand à remporter le titre mondial. Chez les femmes, la Suissesse Daniela Ryf, en remportant sa troisième couronne consécutive entre dans l'histoire de l'épreuve. Toutefois, ce trophée fut le plus dur à conquérir face à une concurrence de très haut niveau. La double championne du monde a dû maîtriser avec calme son retard pendant la première partie de la course, pour s'imposer finalement avec plus de neuf minutes d'avance sur sa première poursuivante.

### 2018:40eanniversaire

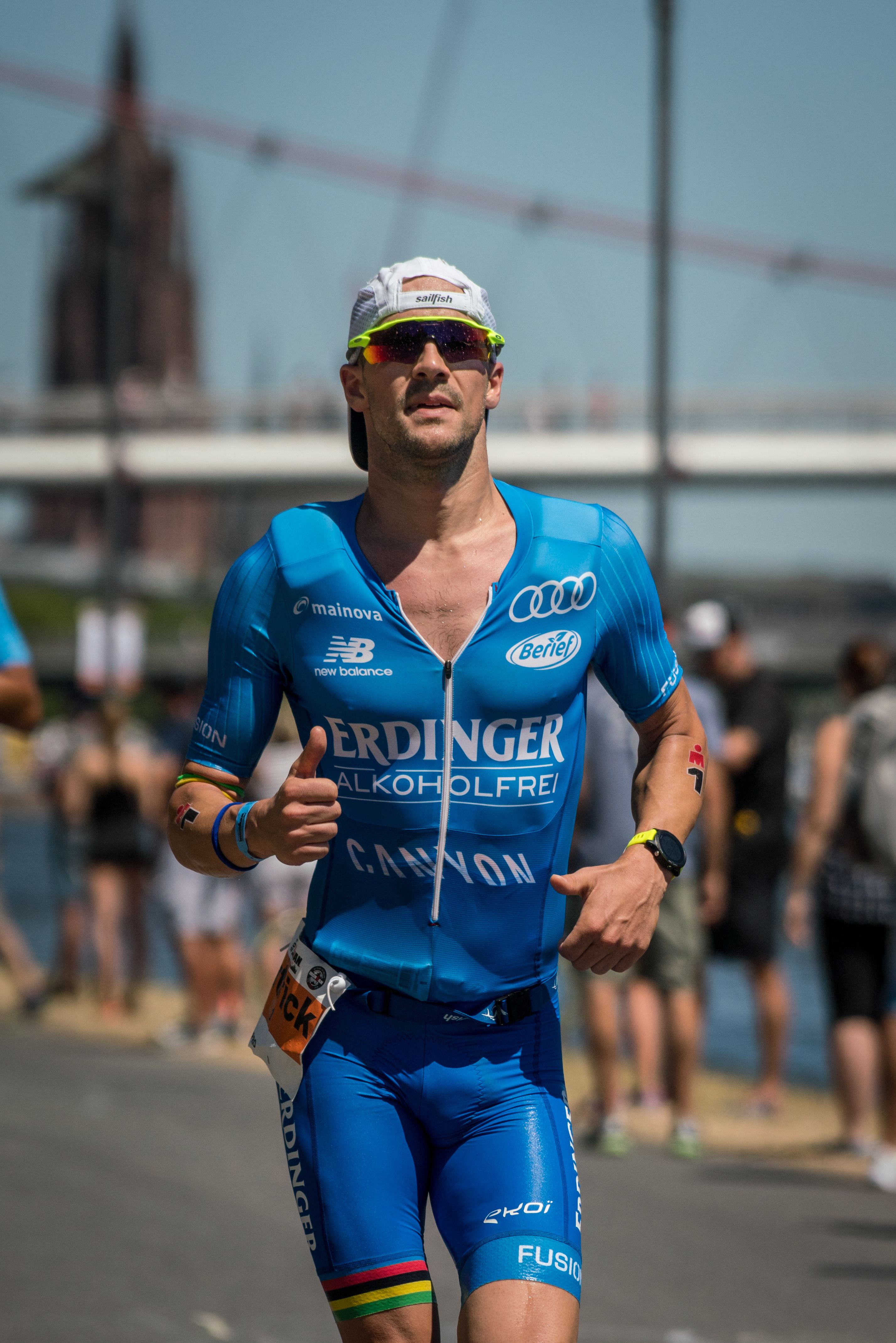
Patrick Lange en 2018 sur l'Ironman Frankfort.

Le 18 février 2018 marque le quarantième anniversaire de la naissance de la compétition. Une campagne festive se déroule durant l'année 2018 sur le circuit des compétitions Ironman et Ironman 70.3 sous le nom des « 40 ans de rêves Ironman », qui retrace les moments mémorables des compétitions dans le monde. Une ligne de produits commémoratifs ainsi qu'un livre retraçant les 40 années de son histoire sont créés à cette occasion. Quarante dossards (slots) sont offerts pour participer à la finale du championnat du monde 2018, en octobre à Kailua-Kona, l'attribution se faisant par tirage au sort des triathlètes inscrits sur un événement Ironman avant fin janvier 2018. Cette édition est également la dernière qui voit la qualification  des triathlètes professionnels au travers du Kona Point Ranking (KPR), remplacé en 2019 par un système de qualification identique à celui des amateurs.
Cette édition marque l'histoire de la compétition, de nombreux records sont battus lors de l'épreuve avec l'appui de conditions météorologique idéales qui avec très peu de vent et une température de 30 °C ont permis de réaliser les temps les plus rapides de l'histoire de la compétition. Record général de temps hommes et femmes pour Patrick Lange et Daniela Ryf, sur les épreuves de natation hommes et femmes pour Yann Sibbermen et Lucy Charles et de vélo pour Cameron Wurf et de nouveau Daniela Ryf, seuls les records sur le marathon sont restés invaincus. Quelques grands noms de l'histoire de la compétition prennent aussi le départ, pour fêter ces 40 années de compétition. Julie Moss dont l'arrivée en 1982 marque l'histoire de la compétition, termine l'épreuve dans la catégorie 60-64 ans en 12 h 8, Gordon Haller le premier Ironman, ne termine pas la course ou encore le japonais Hiromu Inada à 85 ans devient le plus vieux finisher d'un triathlon Ironman.

### 2019: domination allemande
Au sein des 98 professionnels hommes et femmes, la concurrence pour les places sur le podium est parmi les plus relevées de l'histoire de la compétition. Les triathlètes allemands auteurs du triplé en 2016 sont tous au départ et affichent de nouveau de grandes prétentions. Au travers du retour au sommet de Jan Frodeno pour un 3e sacre assorti d'un nouveau record de l'épreuve et de l'arrivée d'Anne Haug qui surpasse la tenante du titre Daniela Ryf et la concurrence pour une première victoire tant personnelle que d'une triathlète allemande, offrent un doublé historique à leur pays et ajoute un 6e et 7e titre consécutif au palmarès national.
Parmi les triathlètes amateurs la française Pauline Anouk Chloé Dauvergne est la plus jeune concurrente de la compétition à 18 ans et le Danois Valentin Carboniero le plus jeune concurrent à 20 ans. Le plus âgé de l'épreuve est le Japonais Hiromu Hinada qui à 86 ans s'élance sur l'épreuve et l'Américaine Dexter Yeats la plus âgée chez les femmes à 74 ans. Prennent le départ 1 773 hommes et  669 femmes,.

### 2020 - 2021: annulation et report
Après avoir été reprogrammé en février 2021, l'édition 2020 du championnat du monde qui se déroule normalement en octobre est finalement annulée et n'est pas reprogrammée face à la pandémie de Covid-19 et des restrictions de déplacement dans le monde, les triathlètes qualifiés pour cette édition se voient attribuer une qualification pour les éditions 2021 ou 2022. L'édition 2021 prévue comme à l'accoutumée en octobre est reportée au 5 février 2022 au regard des restrictions de circulations internationales et des conditions touristiques contraignantes dans l'archipel d'Hawaï.

### 2022: deux titres pour une année
En 2022, une organisation d'un championnat du monde est mis en œuvre pour attribuer le titre de l'année 2021, prévue en février 2021, mais de nouveau suspendue pour cause de Covid-19. Toutefois, pour la première fois depuis 1990, l'épreuve ne se déroule pas sur le site de Kailua-Kona mais à Saint George dans l'Utah en mai 2022, sur le site ayant accueilli les championnats du monde d'Ironman 70.3 en septembre 2021. La température élevée et le temps sec dans le désert local où se déroule la course étant plus favorable à un environnement sanitaire stable. Le tracé de la course est plus exigeant sur sa partie vélo avec un dénivelé positif de 2250 mètres. Le titre 2021 est remporté par le norvégien Kristian Blummenfelt, ce premier titre mondial Ironman s'inscrit à la suite de sa médaille d'or aux Jeux Olympiques d'été de 2020 à Tokyo et de titre de champion du monde sur courte distance. Il devance le Canadien Lionel Sanders et le Néo-Zélandais Braden Currie. Chez les femmes, la Suissesse Daniela Ryf remporte son dixième titre sur la distance et le cinquième de championne du monde. Elle devance la Britannique Katrina Matthews et la tenante du titre, l'Allemande Anne Haug.
L'édition 2022 retrouve le site historique de l'épreuve à kailua-Kona, après une année d'interruption due à la crise de la Covid-19 et une année délocalisé sur le continent pour la première fois depuis la création de l'épreuve. Le titre se rejoue sur l'archipel d'Hawaï et retrouve son formant habituel, en octobre. Elle se dote de deux départs sur deux journées différentes ; un pour les professionnels masculins et d'une partie de classes d'âge mixte et un pour les professionnelles féminines avec une autre partie des classes d'age mixte.
La grande nouveauté de la 45e édition fait suite à de nombreuses plaintes des triathlètes féminines professionnelles, celles-ci dans la course mixte traditionnelle étant souvent pénalisées par la règle relevant de l'interdiction de l'aspiration-abri (drafting). Les féminines se trouvant prises fréquemment entre les élites masculines et des flots de triathlètes des groupes d'âges. Pour résoudre ce problème récurrent, l'organisation met en place deux courses distinctes, les féminines concourent le jeudi 6 octobre et les masculins le samedi 9 octobre.

### 2023: deux courses, deux sites
Le succès de l'édition 2022 autour d'un championnat du monde en deux événements distincts incite l'organisation à pérenniser ce système. Cependant, les autorités d'Hawaï considèrent qu'elles ne sont qu'en capacité d'organiser et de sécuriser correctement qu'une seule journée de compétition. Choisissant de poursuivre selon la formule différenciée, Andrew Messick directeur de la World Triathlon Corporation annonce, que les championnats 2023 et suivant entrent dans l'ère d'une nouvelle formule et de la co-organisation ; deux courses, deux sites. Le premier site retenu pour coorganiser l'épreuve finale est celui de l'Ironman France à Nice. L'ancienneté, l'expérience de la ville et de l'organisation locale plaidant en sa faveur. Pour 2023, les championnats masculins se déroulent à Nice et les championnats féminins sur le site historique de Kailua-Kona. Pour 2024, le contraire est appliqué, les triathlètes féminines jouent le titre à Nice et les masculins à Kona. Ce modèle alternant Nice et Kailua-Kona est programmé de 2023 à 2026.

### 2025: retour à Hawaï
En avril 2025, Ironman group annonce le retour des courses hommes et femmes en une seule épreuve et sur le site historique de Kailua-Kona. Mettant un terme à l'alternance de site à compter d'octobre 2026. Scott DeRue PDG de la marque, évoque un « retour à la normale » à la suite de très nombreux échanges avec les membres de la communauté des triathlètes. Celle-ci souhaitant continuer de concourir au championnat du mondre, ensemble et sur le site historique du triathlon d'Hawaï. Jugeant la décision de séparer hommes et femmes comme une pratique anachronique et contraire à l'inclusion que procure la mixité historique dans ce sport. L'alternance n'ayant pas, d'autre part, favorisé une participation accrue des triathlètes féminines, le concept s'avérant même comme contre-productif. Kimo Alameda, maire d'Hawaï, remercie l'organisation de cette décision qui renforce les liens entre l'ile et l'élite mondiale du triathlon. La ville de Nice conserve les organisations des championnats du monde d'Ironman 70.3 de 2026 et 2028.

## Tensions avec l'ITU, nouvelles règles et concurrences
Début 2014, les relations entre la Fédération internationale de triathlon (ITU) et la World Triathlon Corporation (WTC) se sont fortement dégradées. L'ITU ne reconnaît pas complètement les règles antidopage proposées par l'AMA (Agence mondiale antidopage) auxquelles adhère la WTC pour les Ironmans. Elle reproche également à la WTC d'organiser des compétitions et des championnats sur des distances qui sont habituellement dévolues à l'ITU et aux fédérations nationales, selon des règles d'arbitrage et de sécurité qu'elle n'approuve pas. Ce sont les séries 70.3 (équivalente des distances L et XL) et 5150 (équivalente de la distance M), soit celle de l'épreuve olympique. Pour ces raisons, l'ITU, lors de son congrès du 19 mai 2014, a retiré son agrément aux compétitions organisées par la World Triathlon Corporation. Dès juin 2014 et dans le but d'harmoniser les règles qui régissent leur pratique, l'ITU et la WTC ont entamé une série de rencontres pour élaborer des standards susceptibles d'être agréés en 2015. En février 2015 la direction de la WTC annonce la normalisation de ses règles de course avec celles de l'ITU qui s'appliquent désormais dans l’ensemble des compétitions qu'elle organise dans le monde.

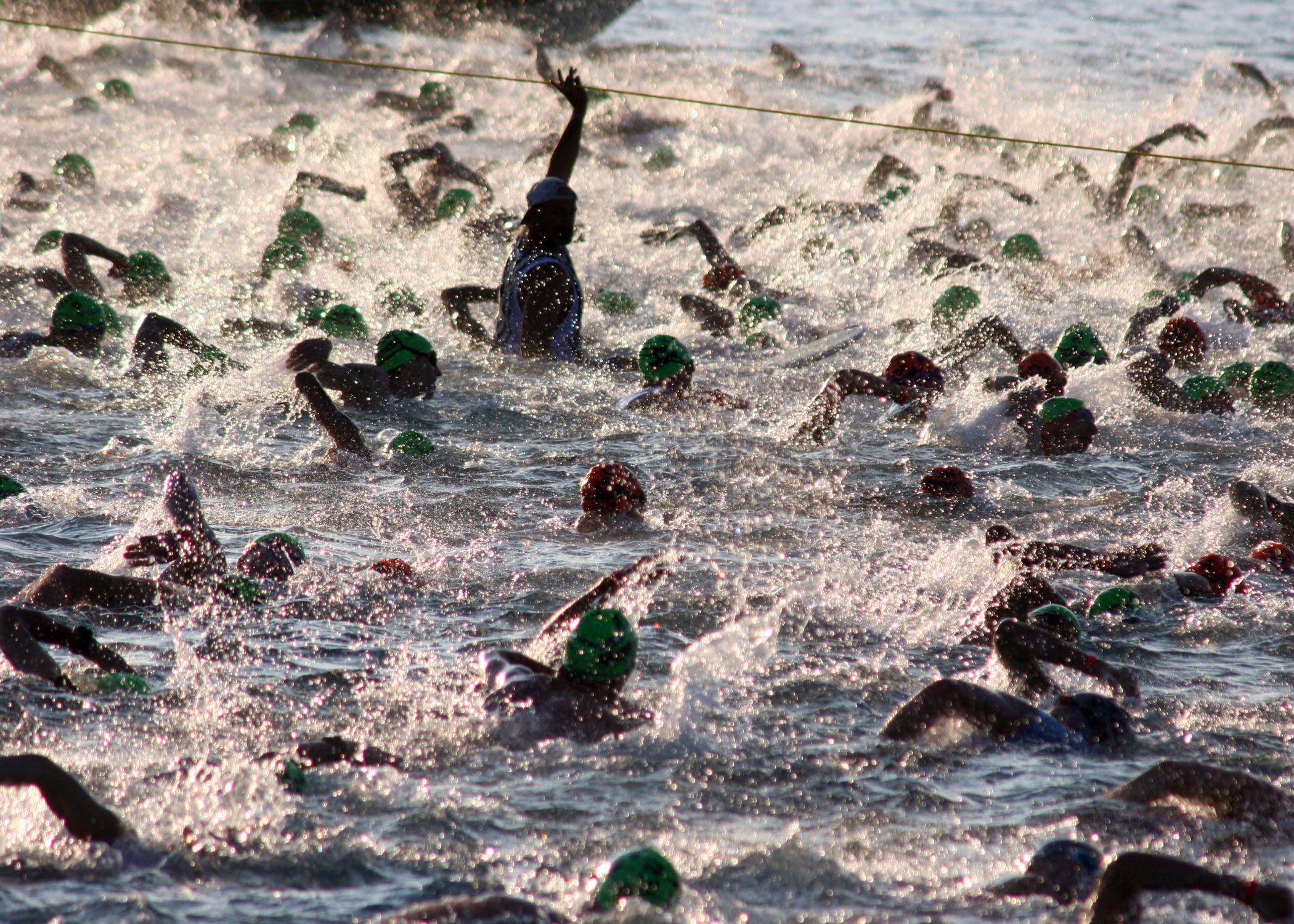
Départ massif des 2000 triathlètes à Kona.

De sa création à l’édition 2013, un départ massif (mass start), moment d'intense tension pour les triathlètes, s'ajoute à la difficulté de la première épreuve. Mais du fait de l'augmentation tant quantitative que qualitative des triathlètes qualifiés pour le championnat du monde, la WTC décide de mettre en œuvre pour l'édition 2014 une nouvelle règle : un départ par vagues. Ceci permet de réduire le nombre de triathlètes sortant simultanément de l'eau qui rend plus difficile l'application de la règle d’interdiction d'« aspiration-abri » (drafting), créant également des problèmes de sécurité. Elles sont au nombre de quatre, espacées de cinq minutes pour les professionnels et de dix pour les classes d'âge. L'édition 2014 voit donc, pour la première fois de son histoire, un départ différencié des compétiteurs. Les élites masculines démarrent la course à 6 h 25, les élites féminines à 6 h 30, puis des classes d'âges hommes à 6 h 50 et femmes à 7 h.
En 2014, la marque européenne Challenge Family s'est associée avec la marque américaine Révolution 3 (Rev3) créée en 2009, afin d'augmenter la pression concurrentielle sur la marque Ironman, par l’organisation et la structuration d'un circuit de compétitions américaines et internationales sur toutes distances.
Le circuit de qualification professionnel 2014/2015 pour le championnat du monde compte neuf compétitions en moins. Ces compétitions Ironmans continuent d’être organisées mais n'offrent ni prime, ni point de qualification pour les professionnels au Kona Point Ranking. Les primes sont réparties sur les autres compétitions. En 2015, pour l’ensemble de ses courses qualificatives, la dotation de la World Triathlon Corporation s'élève à 5,1 millions de dollars.
En 2016, dans le cadre de l'harmonisation des règles, celles concernant l'aspiration-abri (drafting) applicable sur les Iromans et Ironmans 70.3 deviennent identiques à celles de la fédération internationale. Les écarts entre cyclistes doivent être de 12 mètres minimum au lieu de dix par le passé et le temps de dépassement autorisé est augmenté à 25 secondes au lieu de 20. Après une période d'essai et des retours d’informations positifs en 2015, la compagnie décide en 2016 de déployer mondialement le principe des départs de courses par roulement (rolling start), pour les catégories en classe d'âge. Le départ des professionnels restant différencié et anticipé de dix minutes. En pratique, le départ des triathlètes s’effectue en flux continu au travers d'un portique réducteur où commence un chronométrage individuel. Il permet une fluidification et un étalement de l'entrée dans l'eau des triathlètes et supprime, de fait, l’effet « machine à laver » des départs massifs. L’organisation internationale affiche au travers de cette nouvelle procédure, l’objectif d’accroître la sécurité dans l'eau, de réduire la congestion et l'anxiété des compétiteurs et de mieux lutter, grâce à l'étalement des sorties d'eau, contre l'aspiration-abri (drafting) dans la partie vélo.
À partir, de 2022, pour établir une plus grande équité entre professionnel hommes et femmes, au regard des pénalités dû à l'interdiction faite du drafting, l'épreuve se déroule sur deux jours, un pour les triathlètes féminines, un pour les masculins. Un même nombre de professionnels hommes et femmes font désormais partie de la liste de départ. Toutefois, cette disposition est abandonnée en 2025, pour revenir à une seule course sur le site historique d'Hawaï, le résultat de cette alternance n'ayant pas convaincu une majorité de triathlètes

## Organisation de la compétition moderne
La participation à la finale de ce championnat exige une qualification préalable. En 2016, 91 000 triathlètes ont participé dans le monde à une course Ironman qualificative pour le « championnat du monde d'Ironman » à Kona. 2 200 amateurs ont obtenu leurs slots et 100 professionnels ont cumulé suffisamment de points pour prendre part à l'épreuve. Sur les 2 300 qualifiés, record historique, les triathlètes féminines représentent 30 % du nombre des compétiteurs. La totalité représente 64 pays différents, dont 36,5 % viennent de pays européens.
Pour accroitre la présence des femmes dans les compétitions, l'organisation labellise en 2022, 17 épreuves « Women for tri ». Ces épreuves proposent un nombre de slot qualificatifs pour la finale, plus important pour les compétitrices. Ce qui représente au total 1 200 place supplémentaires pour les triathlètes féminines.

### Épreuves de qualification

#### Modalités de qualification
Pour les sportifs professionnels et jusqu'en 2018, un classement aux points (KPR – Kona Points Ranking) est établi. Les points sont obtenus proportionnellement aux performances réalisées sur les différentes courses Ironman de l'année de qualification, celle-ci s’étendant du 1er septembre au 31 août. Les cinquante premiers triathlètes professionnels du KPR masculin et les trente-cinq premières du KPR féminin participent à la course. À partir de 2019, le classement par point (KPR) est abandonné, il est remplacé par un système par slots identique aux qualifications des amateurs. L'évolution propose le même nombre de dossards qualificatifs pour les triathlètes hommes et femmes. Il vise également à préserver l'intégrité physique des professionnels et à favoriser la performance des sportifs plutôt que le nombre de courses auxquelles ils participent.
Pour les sportifs amateurs, les qualifications, par catégories d'âges définies par tranches de cinq ans, sont quantifiées (slots) proportionnellement au nombre de coureurs de chaque groupe d'âge présents au départ de chaque course. Il est par ailleurs possible pour les amateurs de se qualifier grâce à une loterie ou en achetant sa qualification lors d'enchères annuelles destinées à des œuvres caritatives.
Le champion du monde Ironman se voit offrir la possibilité d'être inscrit directement pour la course de Kailua-Kona lors des cinq éditions qui suivent son titre, sous réserve qu'il ait terminé une course qualificative durant l'année (sans pour autant avoir d'impératif en termes de classement final durant cette course). Les vainqueurs des triathlons comptant pour les championnats continentaux sont qualifiés directement pour le championnat du monde : championnat d'Asie-Pacifique à Cairns (Ironman Cairns), championnat d'Afrique à Nelson Mandela Bay (Ironman South Africa), championnat d'Amérique du Nord aux Woodlands (Ironman Texas), championnat d'Amérique latine à Florianópolis (Ironman Florianopolis Island) et championnat d'Europe à Francfort (Ironman Germany).
Pour la saison du championnat 2018, quarante-trois courses sont organisées dans le monde, trente-huit seulement sont qualificatives pour les professionnels,. À partir de 2019, les 40 courses organisées dans le monde offrent des places qualificatives pour la finale d'Hawaï. Cinq sur le territoire américain restent exclusives à la qualification d'amateurs uniquement.
Les abréviations entre crochets correspondent à la localisation des événements sur la carte.

#### Course en Afrique
- Ironman South Africa - Championnat d'Afrique : Port Elizabeth (Nelson Mandela Bay),  Afrique du Sud
- Ironman Lanzarote : Lanzarote (Îles Canaries),  Espagne[N 13].

#### Courses en Amérique du Nord
- Ironman Canada[N 14] : Ottawa, Ontario,  Canada [Ot]
- Ironman Arizona : Tempe, Arizona,  États-Unis [Tp]
- Ironman Chattanooga : Chattanooga, Tennessee,  États-Unis [Ch]
- Ironman California : Sacramento, Californie,  États-Unis[Sa]
- Ironman Florida[N 15] : Panama City, Floride,  États-Unis [Pc]
- Ironman Lake Placid[N 15] : Lake Placid, New York,  États-Unis [Lp]
- Ironman Maryland : Cambridge,  États-Unis[Ma]
- Ironman Texas - Championnat d'Amérique du Nord : The Woodlands, Texas,  États-Unis [Wo]
- Ironman Wisconsin[N 15] : Madison, Wisconsin,  États-Unis [Wi]
- Ironman World Championship (championnat du monde) : Kailua-Kona, Hawaï,  États-Unis

#### Courses en Amérique latine
- Ironman Brazil Florianopolis - Championnat d'Amérique latine : Florianópolis,  Brésil
- Ironman Mexique : Cozumel,  Mexique

#### Courses en Asie
- Ironman Korea : Gurye,  Corée du Sud
- Ironman Israel - Championnat du Moyen-Orient : Tiberias,  Israël
- Ironman Japan : Hokkaidō,  Japon
- Ironman Malaysia : Langkawi,  Malaisie
- Ironman Philippines : Baie de Subic,  Philippines
- Ironman Taiwan : Kenting,  Taïwan

#### Courses en Europe
- Ironman Germany - Championnat d'Europe : Francfort,  Allemagne [Fk]
- Ironman Hamburg : Hambourg,  Allemagne [Hb]
- Ironman Austria : Klagenfurt,  Autriche [Au]
- Ironman Copenhagen : Copenhague,  Danemark [C]
- Ironman Barcelona : Calella,  Espagne [B]
- Ironman Vitoria-Gasteiz : Vitoria-Gasteiz,  Espagne [Vg]
- Ironman Tallinn : Tallinn,  Estonie [Ta]
- Ironman Finland : Tahko,  Finlande [Fi]
- Ironman France : Nice,  France [Fr]
- Ironman Les Sables d'Olonne  : Les Sables d'Olonne,  France [Sa]
- Ironman Ireland : Cork,  Irlande [Ir]
- Ironman Italy Emilia-Romagna : Cervia,  Italie [Ca]
- Ironman Wales : Pembrokeshire,  Pays de Galles [W]
- Ironman Portugal : Cascais,  Portugal [Po]
- Ironman Sweden : Kalmar,  Suède [Sd]
- Ironman Switzerland : Thoune,  Suisse [Sz]

#### Courses en Océanie
- Ironman Australia : Port Macquarie,  Australie
- Ironman Cairns - Championnat d'Asie-Pacifique : Cairns,  Australie
- Ironman Western Australia : Busselton,  Australie
- Ironman New Zealand : Taupo,  Nouvelle-Zélande

### Carte du circuitIronman2022
Cartes du monde et d'Europe exposant la géolocalisation des différentes épreuves qualificatives du championnat 2019.
| \| Port Macquarie Cairns Busselton Taupo Tp Ju Sa Ca Ch Co Lp Dm Pc Wo Tu Wa Wi Kailua-Kona Kenting Gurye Nour-Soultan Tibériade Langkawi Pt Mt Port Elizabeth Florianópolis Mar del Plata Lanzarote Cozumel \| Localisation des épreuves hors Europe |
| Port Macquarie Cairns Busselton Taupo Tp Ju Sa Ca Ch Co Lp Dm Pc Wo Tu Wa Wi Kailua-Kona Kenting Gurye Nour-Soultan Tibériade Langkawi Pt Mt Port Elizabeth Florianópolis Mar del Plata Lanzarote Cozumel                                             |

| \| Fr Vy Fk Hb Pb Ca Th Uk W Co B Vg Au Sd C Ta Gd Po Fi \| Localisation des épreuves en Europe |
| Fr Vy Fk Hb Pb Ca Th Uk W Co B Vg Au Sd C Ta Gd Po Fi                                           |

## Ironman Pro Series
Ironman met en œuvre à compter de 2024, un nouveau circuit dénommé, Ironman Pro Series, exclusivement réservé aux professionnels. La série se déroule sur 19 des épreuves du calendrier international des compétitions Iroman et Ironman 70.3. De 2 500 à 6 000 points sont attribués selon les places au classement général des compétitions du circuit. Le classement final prend les cinq meilleurs résultats du compétiteur pour obtenir un classement général, doté d'une bourse globale pour 2024, de 1,7 million de dollars. 1,3 million attribué au 10 premiers hommes et femmes du classement et de manière égale et 400 000 dollars répartis de manière équitable entre les 11e et 50e du classement général. Ces prix se rajoutant à ceux déjà attribués à chaque épreuve.

## Palmarès du championnat du monde
Ci-dessous, sont présentés les tableaux détaillant les podiums masculins et féminins de chaque édition et le palmarès complet, par nation, de l'Ironman.
Les triathlètes américains ont largement dominé la compétition jusqu'au milieu des années 1990. Depuis 1990, le championnat du monde met en place un nouveau système de qualification internationale des triathlons Ironman, ce dernier permet aux sportifs du monde d’accéder à l'épreuve finale et de prétendre aux premières places. Les États-Unis sont encore la nation la plus titrée. Cependant, depuis le dernier sacre de Paula Newby-Fraser, en 1996, deux Américaines seulement sont montées sur le podium féminin, sans toutefois gagner l'épreuve. Après Tim DeBoom en 2002, seuls trois Américains sont parvenus à se hisser sur le podium masculin sans jamais parvenir à monter sur la plus haute marche jusqu'en 2022. Surprenant tous les pronostics, l'Américaine Chelsea Sodaro remporte l'édition 2022 et signe le retour d'une triathlète nationale sur la première marche du podium,.
À partir de 2023, les titres masculins et féminins ne se jouent plus sur le même site. Le site historique d'Hawaï accueillant une seule course d'une seule catégorie de genre, en alternant course homme et course femme avec un autre site dans le monde choisie pour deux années consécutives. L'alternance de site est abandonnée en 2026, cette formulation n'apportant pas d'amélioration à la participation des triathlètes féminines, abandon souhaité par une grande partie des triathlètes.

### Palmarès hommes
| Année | Site        | Champion (Nombre de titres remportés) | Temps           | 2e            | Temps           | 3e                | Temps           |
| ----- | ----------- | ------------------------------------- | --------------- | ------------- | --------------- | ----------------- | --------------- |
| 2024  | Kailua-Kona | Patrick Lange (3/3)                   | 7 h 35 min 53 s | Magnus Ditlev | 7 h 43 min 39 s | Rodolphe von Berg | 7 h 46 min 0 s  |
| 2023  | Nice        | Sam Laidlow (1/1)                     | 8 h 6 min 22 s  | Patrick Lange | 8 h 10 min 17 s | Magnus Ditlev     | 8 h 11 min 43 s |

| Année | Champion (Nombre de titres remportés)  | Temps                                  | 2e                                     | Temps                                  | 3e                                     | Temps                                  |
| ----- | -------------------------------------- | -------------------------------------- | -------------------------------------- | -------------------------------------- | -------------------------------------- | -------------------------------------- |
| 2022  | Gustav Iden (1/1)                      | 7 h 40 min 24 s                        | Sam Laidlow                            | 7 h 42 min 24 s                        | Kristian Blummenfelt                   | 7 h 43 min 23 s                        |
| 2021  | Kristian Blummenfelt (1/1)             | 7 h 49 min 16 s                        | Lionel Sanders                         | 7 h 54 min 3 s                         | Braden Currie                          | 7 h 54 min 19 s                        |
| 2020  | Épreuve annulée pour cause de Covid-19 | Épreuve annulée pour cause de Covid-19 | Épreuve annulée pour cause de Covid-19 | Épreuve annulée pour cause de Covid-19 | Épreuve annulée pour cause de Covid-19 | Épreuve annulée pour cause de Covid-19 |
| 2019  | Jan Frodeno (3/3)                      | 7 h 51 min 13 s                        | Timothy O'Donnell                      | 7 h 59 min 40 s                        | Sebastian Kienle                       | 8 h 2 min 4 s                          |
| 2018  | Patrick Lange (2/3)                    | 7 h 52 min 30 s                        | Bart Aernouts                          | 7 h 56 min 41 s                        | David McNamee                          | 8 h 1 min 9 s                          |
| 2017  | Patrick Lange (1/3)                    | 8 h 1 min 40 s                         | Lionel Sanders                         | 8 h 4 min 7 s                          | David McNamee                          | 8 h 7 min 11 s                         |
| 2016  | Jan Frodeno (2/3)                      | 8 h 6 min 30 s                         | Sebastian Kienle                       | 8 h 10 min 2 s                         | Patrick Lange                          | 8 h 11 min 14 s                        |
| 2015  | Jan Frodeno (1/3)                      | 8 h 14 min 40 s                        | Andreas Raelert                        | 8 h 17 min 43 s                        | Timothy O'Donnell                      | 8 h 18 min 50 s                        |
| 2014  | Sebastian Kienle (1/1)                 | 8 h 14 min 18 s                        | Ben Hoffman                            | 8 h 19 min 23 s                        | Jan Frodeno                            | 8 h 20 min 32 s                        |
| 2013  | Frederik Van Lierde (1/1)              | 8 h 12 min 29 s                        | Luke McKenzie                          | 8 h 15 min 19 s                        | Sebastian Kienle                       | 8 h 19 min 24 s                        |
| 2012  | Pete Jacobs (1/1)                      | 8 h 18 min 37 s                        | Andreas Raelert                        | 8 h 23 min 40 s                        | Frederik Van Lierde                    | 8 h 24 min 9 s                         |
| 2011  | Craig Alexander (3/3)                  | 8 h 3 min 56 s                         | Pete Jacobs                            | 8 h 9 min 11 s                         | Andreas Raelert                        | 8 h 11 min 7 s                         |
| 2010  | Chris McCormack (2/2)                  | 8 h 10 min 37 s                        | Andreas Raelert                        | 8 h 12 min 17 s                        | Marino Vanhoenacker                    | 8 h 13 min 14 s                        |
| 2009  | Craig Alexander (2/3)                  | 8 h 20 min 21 s                        | Chris Lieto                            | 8 h 22 min 56 s                        | Andreas Raelert                        | 8 h 24 min 32 s                        |
| 2008  | Craig Alexander (1/3)                  | 8 h 17 min 45 s                        | Eneko Llanos Burguera                  | 8 h 20 min 50 s                        | Rutger Beke                            | 8 h 21 min 23 s                        |
| 2007  | Chris McCormack (1/2)                  | 8 h 15 min 34 s                        | Craig Alexander                        | 8 h 19 min 4 s                         | Torbjørn Sindballe                     | 8 h 21 min 30 s                        |
| 2006  | Normann Stadler (2/2)                  | 8 h 11 min 56 s                        | Chris McCormack                        | 8 h 13 min 7 s                         | Faris Al-Sultan                        | 8 h 19 min 4 s                         |
| 2005  | Faris Al-Sultan (1/1)                  | 8 h 14 min 17 s                        | Cameron Brown                          | 8 h 19 min 36 s                        | Peter Reid                             | 8 h 20 min 4 s                         |
| 2004  | Normann Stadler (1/2)                  | 8 h 33 min 29 s                        | Peter Reid                             | 8 h 43 min 40 s                        | Faris Al-Sultan                        | 8 h 45 min 14 s                        |
| 2003  | Peter Reid (3/3)                       | 8 h 22 min 35 s                        | Rutger Beke                            | 8 h 28 min 27 s                        | Cameron Brown                          | 8 h 32 min 2 s                         |
| 2002  | Timothy DeBoom (2/2)                   | 8 h 29 min 56 s                        | Peter Reid                             | 8 h 33 min 6 s                         | Cameron Brown                          | 8 h 35 min 34 s                        |
| 2001  | Timothy DeBoom (1/2)                   | 8 h 31 min 18 s                        | Cameron Brown                          | 8 h 46 min 10 s                        | Thomas Hellriegel                      | 8 h 47 min 40 s                        |
| 2000  | Peter Reid (2/3)                       | 8 h 21 min 1 s                         | Timothy DeBoom                         | 8 h 23 min 10 s                        | Normann Stadler                        | 8 h 26 min 45 s                        |
| 1999  | Luc Van Lierde (2/2)                   | 8 h 17 min 17 s                        | Peter Reid                             | 8 h 22 min 54 s                        | Timothy DeBoom                         | 8 h 25 min 45 s                        |
| 1998  | Peter Reid (1/3)                       | 8 h 24 min 20 s                        | Luc Van Lierde                         | 8 h 31 min 57 s                        | Lothar Leder                           | 8 h 32 min 57 s                        |
| 1997  | Thomas Hellriegel (1/1)                | 8 h 33 min 1 s                         | Jürgen Zäck                            | 8 h 39 min 18 s                        | Lothar Leder                           | 8 h 40 min 30 s                        |
| 1996  | Luc Van Lierde (1/2)                   | 8 h 4 min 8 s                          | Thomas Hellriegel                      | 8 h 6 min 7 s                          | Greg Welch                             | 8 h 18 min 57 s                        |
| 1995  | Mark Allen (6/6)                       | 8 h 20 min 34 s                        | Thomas Hellriegel                      | 8 h 22 min 59 s                        | Rainer Müller-Hörner                   | 8 h 25 min 23 s                        |
| 1994  | Greg Welch (1/1)                       | 8 h 20 min 27 s                        | Dave Scott                             | 8 h 24 min 32 s                        | Jeff Devlin                            | 8 h 31 min 56 s                        |
| 1993  | Mark Allen (5/6)                       | 8 h 7 min 45 s                         | Pauli Kiuru                            | 8 h 14 min 27 s                        | Wolfgang Dittrich                      | 8 h 20 min 13 s                        |
| 1992  | Mark Allen (4/6)                       | 8 h 9 min 8 s                          | Cristián Bustos                        | 8 h 16 min 29 s                        | Pauli Kiuru                            | 8 h 17 min 29 s                        |
| 1991  | Mark Allen (3/6)                       | 8 h 18 min 32 s                        | Greg Welch                             | 8 h 24 min 34 s                        | Jeff Devlin                            | 8 h 27 min 55 s                        |
| 1990  | Mark Allen (2/6)                       | 8 h 28 min 17 s                        | Scott Tinley                           | 8 h 37 min 40 s                        | Pauli Kiuru                            | 8 h 39 min 24 s                        |

| Année          | Champion (Nombre de titres remportés) | Temps            | 2e                  | Temps            | 3e                | Temps            |
| -------------- | ------------------------------------- | ---------------- | ------------------- | ---------------- | ----------------- | ---------------- |
| 1989           | Mark Allen (1/6)                      | 8 h 9 min 15 s   | Dave Scott          | 8 h 10 min 13 s  | Greg Welch        | 8 h 32 min 16 s  |
| 1988           | Scott Molina (1/1)                    | 8 h 31 min 0 s   | Mike Pigg           | 8 h 33 min 11 s  | Ken Glah          | 8 h 38 min 37 s  |
| 1987           | Dave Scott (6/6)                      | 8 h 34 min 13 s  | Mark Allen          | 8 h 45 min 19 s  | Greg Stewart      | 8 h 58 min 53 s  |
| 1986           | Dave Scott (5/6)                      | 8 h 28 min 37 s  | Mark Allen          | 8 h 36 min 4 s   | Scott Tinley      | 9 h 0 min 37 s   |
| 1985           | Scott Tinley (2/2)                    | 8 h 50 min 54 s  | Christopher Hinshaw | 9 h 16 min 40 s  | Carl Kupferschmid | 9 h 26 min 32 s  |
| 1984           | Dave Scott (4/6)                      | 8 h 54 min 20 s  | Scott Tinley        | 9 h 18 min 45 s  | Grant Boswell     | 9 h 23 min 55 s  |
| 1983           | Dave Scott (3/6)                      | 9 h 5 min 27 s   | Scott Tinley        | 9 h 6 min 30 s   | Mark Allen        | 9 h 21 min 6 s   |
| 1982 (octobre) | Dave Scott (2/6)                      | 9 h 8 min 23 s   | Scott Tinley        | 9 h 28 min 28 s  | Jeff Tinley       | 9 h 36 min 53 s  |
| 1982 (février) | Scott Tinley (1/2)                    | 9 h 19 min 41 s  | Dave Scott          | 9 h 53 min 16 s  | Jeff Tinley       | 9 h 53 min 16 s  |
| 1981           | John Howard (1/1)                     | 9 h 38 min 29 s  | Tom Warren          | 10 h 4 min 38 s  | Scott Tinley      | 10 h 12 min 47 s |
| 1980           | Dave Scott (1/6)                      | 9 h 24 min 33 s  | Chuck Neumann       | 10 h 24 min 41 s | John Howard       | 10 h 32 min 36 s |
| 1979           | Tom Warren (1/1)                      | 11 h 15 min 56 s | John Dunbar         | 12 h 3 min 56 s  | Ian Emberson      | 12 h 23 min 30 s |
| 1978           | Gordon Haller (1/1)                   | 11 h 46 min 58 s | John Dunbar         | 12 h 20 min 27 s | Dave Orlowski     | 13 h 59 min 13 s |

### Palmarès femmes
| Année | Site        | Championne (Nombre de titres remportés) | Temps           | 2e               | Temps           | 3e             | Temps           |
| ----- | ----------- | --------------------------------------- | --------------- | ---------------- | --------------- | -------------- | --------------- |
| 2024  | Nice        | Laura Philipp                           | 8 h 45 min 15 s | Katrina Matthews | 8 h 53 min 20 s | Chelsea Sodaro | 9 h 4 min 38 s  |
| 2023  | Kailua-Kona | Lucy Charles-Barclay (1/1)              | 8 h 24 min 31 s | Anne Haug        | 8 h 27 min 33 s | Laura Philipp  | 8 h 32 min 55 s |

| Année | Championne (Nombre de titres remportés) | Temps                                  | 2e                                     | Temps                                  | 3e                                     | Temps                                  |
| ----- | --------------------------------------- | -------------------------------------- | -------------------------------------- | -------------------------------------- | -------------------------------------- | -------------------------------------- |
| 2022  | Chelsea Sodaro (1/1)                    | 8 h 33 min 46 s                        | Lucy Charles-Barclay                   | 8 h 41 min 35 s                        | Anne Haug                              | 8 h 42 min 22 s                        |
| 2021  | Daniela Ryf (5/5)                       | 8 h 34 min 59 s                        | Katrina Matthews                       | 8 h 43 min 49 s                        | Anne Haug                              | 8 h 47 min 3 s                         |
| 2020  | Épreuve annulée pour cause de Covid-19  | Épreuve annulée pour cause de Covid-19 | Épreuve annulée pour cause de Covid-19 | Épreuve annulée pour cause de Covid-19 | Épreuve annulée pour cause de Covid-19 | Épreuve annulée pour cause de Covid-19 |
| 2019  | Anne Haug (1/1)                         | 8 h 40 min 10 s                        | Lucy Charles-Barclay                   | 8 h 46 min 44 s                        | Sarah Crowley                          | 9 h 1 min 18 s                         |
| 2018  | Daniela Ryf (4/5)                       | 8 h 26 min 16 s                        | Lucy Charles                           | 8 h 36 min 32 s                        | Anne Haug                              | 8 h 41 min 57 s                        |
| 2017  | Daniela Ryf (3/5)                       | 8 h 50 min 47 s                        | Lucy Charles                           | 8 h 59 min 38 s                        | Sarah Crowley                          | 9 h 1 min 38 s                         |
| 2016  | Daniela Ryf (2/5)                       | 8 h 46 min 46 s                        | Mirinda Carfrae                        | 9 h 10 min 30 s                        | Heather Jackson                        | 9 h 11 min 32 s                        |
| 2015  | Daniela Ryf (1/5)                       | 8 h 57 min 57 s                        | Rachel Joyce                           | 9 h 10 min 59 s                        | Liz Blatchford                         | 9 h 14 min 52 s                        |
| 2014  | Mirinda Carfrae (3/3)                   | 9 h 0 min 55 s                         | Daniela Ryf                            | 9 h 2 min 57 s                         | Rachel Joyce                           | 9 h 4 min 23 s                         |
| 2013  | Mirinda Carfrae (2/3)                   | 8 h 52 min 14 s                        | Rachel Joyce                           | 8 h 57 min 28 s                        | Liz Blatchford                         | 9 h 3 min 35 s                         |
| 2012  | Leanda Cave (1/1)                       | 9 h 15 min 54 s                        | Caroline Steffen                       | 9 h 16 min 58 s                        | Mirinda Carfrae                        | 9 h 21 min 41 s                        |
| 2011  | Chrissie Wellington (4/4)               | 8 h 55 min 8 s                         | Mirinda Carfrae                        | 8 h 57 min 57 s                        | Leanda Cave                            | 9 h 3 min 29 s                         |
| 2010  | Mirinda Carfrae (1/3)                   | 8 h 58 min 36 s                        | Caroline Steffen                       | 9 h 6 min 0 s                          | Julie Dibens                           | 9 h 10 min 4 s                         |
| 2009  | Chrissie Wellington (3/4)               | 8 h 54 min 2 s                         | Mirinda Carfrae                        | 9 h 13 min 59 s                        | Virginia Berasategui                   | 9 h 15 min 28 s                        |
| 2008  | Chrissie Wellington (2/4)               | 9 h 6 min 23 s                         | Yvonne van Vlerken                     | 9 h 21 min 20 s                        | Sandra Wallenhorst                     | 9 h 22 min 52 s                        |
| 2007  | Chrissie Wellington (1/4)               | 9 h 8 min 45 s                         | Samantha McGlone                       | 9 h 14 min 4 s                         | Kate Major                             | 9 h 19 min 13 s                        |
| 2006  | Michellie Jones (1/1)                   | 9 h 18 min 31 s                        | Desiree Ficker                         | 9 h 24 min 2 s                         | Lisa Bentley                           | 9 h 25 min 18 s                        |
| 2005  | Natascha Badmann (6/6)                  | 9 h 9 min 30 s                         | Michellie Jones                        | 9 h 11 min 51 s                        | Kate Major                             | 9 h 12 min 39 s                        |
| 2004  | Natascha Badmann (5/6)                  | 9 h 50 min 4 s                         | Heather Fuhr                           | 9 h 51 min 34 s                        | Kate Major                             | 10 h 1 min 56 s                        |
| 2003  | Lori Bowden (1/1)                       | 9 h 11 min 55 s                        | Natascha Badmann                       | 9 h 17 min 8 s                         | Nina Kraft                             | 9 h 17 min 16 s                        |
| 2002  | Natascha Badmann (4/6)                  | 9 h 7 min 54 s                         | Nina Kraft                             | 9 h 14 min 24 s                        | Lori Bowden                            | 9 h 22 min 27 s                        |
| 2001  | Natascha Badmann (3/6)                  | 9 h 28 min 37 s                        | Lori Bowden                            | 9 h 39 min 59 s                        | Nina Kraft                             | 9 h 41 min 1 s                         |
| 2000  | Natascha Badmann (2/6)                  | 9 h 26 min 17 s                        | Lori Bowden                            | 9 h 29 min 5 s                         | Fernanda Keller                        | 9 h 31 min 5 s                         |
| 1999  | Lori Bowden (1/1)                       | 9 h 13 min 2 s                         | Karen Smyers                           | 9 h 20 min 40 s                        | Fernanda Keller                        | 9 h 24 min 30 s                        |
| 1998  | Natascha Badmann (1/6)                  | 9 h 24 min 16 s                        | Lori Bowden                            | 9 h 27 min 19 s                        | Fernanda Keller                        | 9 h 28 min 29 s                        |
| 1997  | Heather Fuhr (1/1)                      | 9 h 31 min 43 s                        | Lori Bowden                            | 9 h 41 min 42 s                        | Fernanda Keller                        | 9 h 50 min 2 s                         |
| 1996  | Paula Newby-Fraser (8/8)                | 9 h 6 min 49 s                         | Natascha Badmann                       | 9 h 11 min 19 s                        | Karen Smyers                           | 9 h 19 min 13 s                        |
| 1995  | Karen Smyers (1/1)                      | 9 h 16 min 46 s                        | Isabelle Mouthon-Michellys             | 9 h 25 min 13 s                        | Fernanda Keller                        | 9 h 37 min 48 s                        |
| 1994  | Paula Newby-Fraser (7/8)                | 9 h 20 min 14 s                        | Karen Smyers                           | 9 h 28 min 8 s                         | Fernanda Keller                        | 9 h 43 min 20 s                        |
| 1993  | Paula Newby-Fraser (6/8)                | 8 h 58 min 23 s                        | Erin Baker                             | 9 h 8 min 4 s                          | Sue Latshaw                            | 9 h 20 min 40 s                        |
| 1992  | Paula Newby-Fraser (5/8)                | 8 h 55 min 28 s                        | Julie-Anne White                       | 9 h 21 min 40 s                        | Thea Sybesma                           | 9 h 26 min 57 s                        |
| 1991  | Paula Newby-Fraser (4/8)                | 9 h 7 min 52 s                         | Erin Baker                             | 9 h 23 min 37 s                        | Sarah Coope                            | 9 h 33 min 20 s                        |
| 1990  | Erin Baker (2/2)                        | 9 h 13 min 42 s                        | Paula Newby-Fraser                     | 9 h 20 min 1 s                         | Terry Schneider-Egger                  | 10 h 0 min 34 s                        |

| Année          | Championne (Nombre de titres remportés) | Temps            | 2e                | Temps            | 3e                       | Temps            |
| -------------- | --------------------------------------- | ---------------- | ----------------- | ---------------- | ------------------------ | ---------------- |
| 1989           | Paula Newby-Fraser (3/8)                | 9 h 0 min 56 s   | Sylviane Puntous  | 9 h 21 min 55 s  | Kirsten Hanssen Ames     | 9 h 24 min 31 s  |
| 1988           | Paula Newby-Fraser (2/8)                | 9 h 1 min 1 s    | Erin Baker        | 9 h 12 min 14 s  | Kirsten Hanssen Ames     | 9 h 37 min 25 s  |
| 1987           | Erin Baker (1/2)                        | 9 h 37 min 25 s  | Sylviane Puntous  | 9 h 26 min 57 s  | Paula Newby-Fraser       | 9 h 40 min 37 s  |
| 1986           | Paula Newby-Fraser (1/8)                | 9 h 49 min 14 s  | Sylviane Puntous  | 9 h 53 min 13 s  | Joanne Ernst             | 10 h 0 min 57 s  |
| 1985           | Joanne Ernst (1/1)                      | 10 h 25 min 22 s | Elizabeth Bulman  | 10 h 26 min 54 s | Paula Newby-Fraser       | 10 h 31 min 4 s  |
| 1984           | Sylviane Puntous (2/2)                  | 10 h 25 min 13 s | Patricia Puntous  | 10 h 27 min 28 s | Julie Olson              | 10 h 38 min 10 s |
| 1983           | Sylviane Puntous (1/2)                  | 10 h 43 min 36 s | Patricia Puntous  | 10 h 49 min 17 s | Eva Ueltzen              | 11 min 1 s 49    |
| 1982 (octobre) | Julie Leach (1/1)                       | 10 h 54 min 8 s  | Joann Dahlkoetter | 10 h 58 min 1 s  | Sally Edwards            | 11 h 3 min 0 s   |
| 1982 (février) | Kathleen McCartney (1/1)                | 11 h 9 min 40 s  | Julie Moss        | 11 h 10 min 9 s  | Lyn Brooks Sally Edwards | 11 h 51 min 0 s  |
| 1981           | Linda Sweeney (1/1)                     | 12 h 0 min 32 s  | Sally Edwards     | 12 h 37 min 25 s | Lyn Brooks               | 12 h 43 min 45 s |
| 1980           | Robin Beck (1/1)                        | 11 h 21 min 24 s | Eve Anderson      | 15 h 40 min 59 s |                          |                  |
| 1979           | Lyn Lemaire (1/1)                       | 12 h 55 min 28 s |                   |                  |                          |                  |

### Classements par nation
| Rang             | Nation           | 1er | 2e | 3e | Total |
| ---------------- | ---------------- | --- | -- | -- | ----- |
| 1                | États-Unis       | 20  | 19 | 15 | 54    |
| 2                | Allemagne        | 11  | 8  | 14 | 33    |
| 3                | Australie        | 7   | 5  | 3  | 15    |
| 4                | Canada           | 3   | 5  | 1  | 9     |
| 5                | Belgique         | 3   | 3  | 3  | 9     |
| 6                | Norvège          | 2   |    | 1  | 3     |
| 7                | France           | 1   | 1  |    | 2     |
| 8                | Nouvelle-Zélande |     | 2  | 3  | 5     |
| 9                | Finlande         |     | 1  | 2  | 3     |
| 9                | Danemark         |     | 1  | 2  | 3     |
| 11               | Chili            |     | 1  |    | 1     |
| 11               | Espagne          |     | 1  |    | 1     |
| 12               | Royaume-Uni      |     |    | 2  | 2     |
| 13               | Suisse           |     |    | 1  | 1     |
| Total 14 nations | Total 14 nations | 47  | 47 | 47 | 141   |

| Rang             | Nation           | 1re | 2e | 3e | Total |
| ---------------- | ---------------- | --- | -- | -- | ----- |
| 1                | États-Unis       | 11  | 8  | 14 | 33    |
| 2                | Suisse           | 11  | 5  |    | 16    |
| 3                | Royaume-Uni      | 6   | 8  | 5  | 19    |
| 4                | Canada           | 5   | 12 | 2  | 19    |
| 5                | Zimbabwe         | 5   | 1  | 2  | 8     |
| 6                | Australie        | 4   | 4  | 7  | 15    |
| 7                | Nouvelle-Zélande | 2   | 3  |    | 5     |
| 8                | Allemagne        | 2   | 2  | 7  | 11    |
| 9                | Pays-Bas         |     | 1  | 1  | 2     |
| 10               | France           |     | 1  |    | 1     |
| 11               | Brésil           |     |    | 6  | 6     |
| 12               | Espagne          |     |    | 1  | 1     |
| Total 12 nations | Total 12 nations | 46  | 45 | 45 | 136   |

### Records de l'Ironman
Résultant de leur domination jusqu'au milieu des années 1990, les triathlètes américains détiennent toujours les records du nombre de victoires.

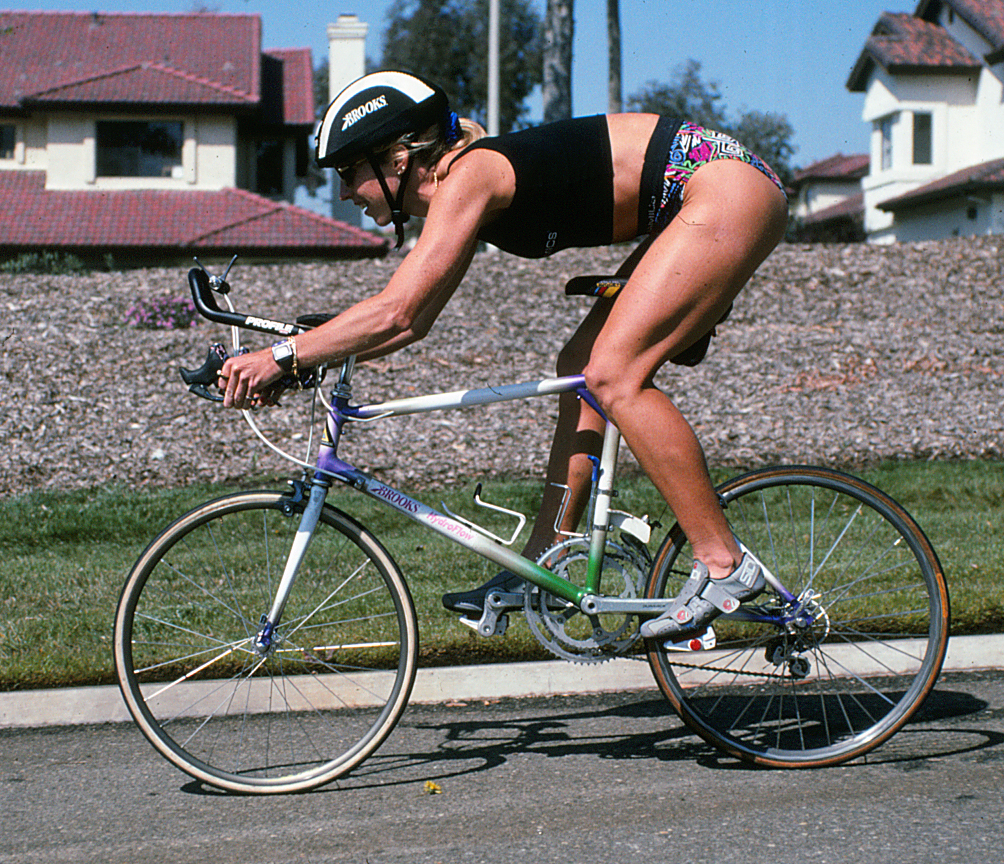
Paula Newby-Fraser, huit fois championne du monde d'Ironman

| Records de victoires Ironman                                    | Triathlète         | Nombre | Années                                         |
| --------------------------------------------------------------- | ------------------ | ------ | ---------------------------------------------- |
| Plus grand nombre de victoires au championnat du monde - Femme  | Paula Newby-Fraser | 8      | 1986, 1988, 1989, 1991, 1992, 1993, 1994, 1996 |
| Plus grand nombre de victoires en triathlon Ironman             | Paula Newby-Fraser | 24     |                                                |
| Plus grand nombre de victoires au championnat du monde - Hommes | Dave Scott         | 6      | 1980, 1982, 1983, 1984, 1986, 1987             |
| Plus grand nombre de victoires au championnat du monde - Hommes | Mark Allen         | 6      | 1989, 1990, 1991, 1992, 1993, 1996             |

## Parcours du site historique de l'Ironmanà Kailua-Kona
Depuis le déplacement d'Honolulu vers la baie de Kailua-Kona sur la Big Island en 1982 et la transformation de l'Ironman d'Hawaï en championnat du monde d'Ironman en 1990, le parcours est resté sensiblement le même. L’extrême difficulté de ce type de compétition est dépendante des distances à parcourir, de la topographie du parcours mais aussi des conditions météorologiques du jour de l'épreuve.
La règle de base de cette compétition étant l'effort individuel, l'aspiration-abri (drafting) est interdite et donc pénalisée sur l'épreuve cycliste et l'aide extérieure est éliminatoire. Jusqu'à l’édition 2013, le départ massif (mass start), moment d'intense tension pour les triathlètes, ajoutait une difficulté supplémentaire à la natation. L'édition 2014 voit pour la première fois l’application des nouvelles règles de départs échelonnés.
Cette première épreuve se déroule dans la baie de Kailua (Kailua-Bay) en une boucle unique de 3,8 kilomètres. La température de l'eau au mois d’octobre oscillant autour de 26 °C, elle est disputée sans combinaison néoprène, augmentant ainsi sa difficulté car la meilleure flottabilité que procure ce matériel économise l’énergie du sportif et facilite sa nage.
Le circuit à vélo propose un dénivelé positif global faible, d'environ 1 100 mètres sur 180,2 km, le classant dans les parcours « très roulants ». Hormis sa longueur, la grande difficulté de l'épreuve est son tracé constitué d'un aller-retour sur la côte ouest de l'île. Un premier aller-retour est effectué au sud de Kailua-Kona, avant d'attaquer la principale partie, toujours aller-retour, de Kona jusqu'à Hawi. Le parcours est parfois balayé par des vents marins pouvant atteindre 70 km/h en rafale, rendant l’épreuve harassante et dangereuse. Face au risque d'accident, les roues lenticulaires (roues pleines favorisant la pénétration aérodynamique, mais très sensibles aux vents latéraux) sont interdites sur cette compétition.
Le marathon de 42,195 km se déroule lui aussi sur la côte. Son dénivelé positif global est de 150 mètres. Le circuit part de Kailu en direction du sud jusqu'à Kalahuu, puis propose un second aller-retour vers le nord jusqu’à l’aéroport, de façon similaire au circuit de cyclisme, longé en partie, avant de revenir vers Kona où la ligne d'arrivée (finishline) est située sur Alii Drive. Il a été légèrement modifié en 1990 afin d’éviter le trafic routier de l’aéroport, ajoutant une encoche vers l’extrémité sud d’Alii Drive (The Pit). La température ambiante élevée et le taux d'humidité dans l'air deviennent des handicaps qui augmentent fortement la difficulté de l'épreuve.

Natation.
Cyclisme.
Course à pied.

## Participation des athlètes handicapés
Les sportifs handicapés ont aussi pris part, grâce à leur volonté et leurs exploits personnels, à l'écriture de la légende de l'Ironman jusqu'à la reconnaissance des athlètes en situation de handicap en 1997. Les triathlètes ayant une déficience physique participent à la compétition dans la catégorie ouverte (Physically Challenged) qui est créée en 1997, ils doivent respecter les mêmes délais que les concurrents valides.
En 1997, l'Australien John Maclean, à l'aide d'un vélo adapté et d'un fauteuil roulant, devient le premier triathlète handicapé à franchir la ligne d'arrivée du championnat du monde d'Ironman en 12 h 21 min 30 s,. Il réussit cet exploit sportif après deux essais infructueux en 1995 et 1996.

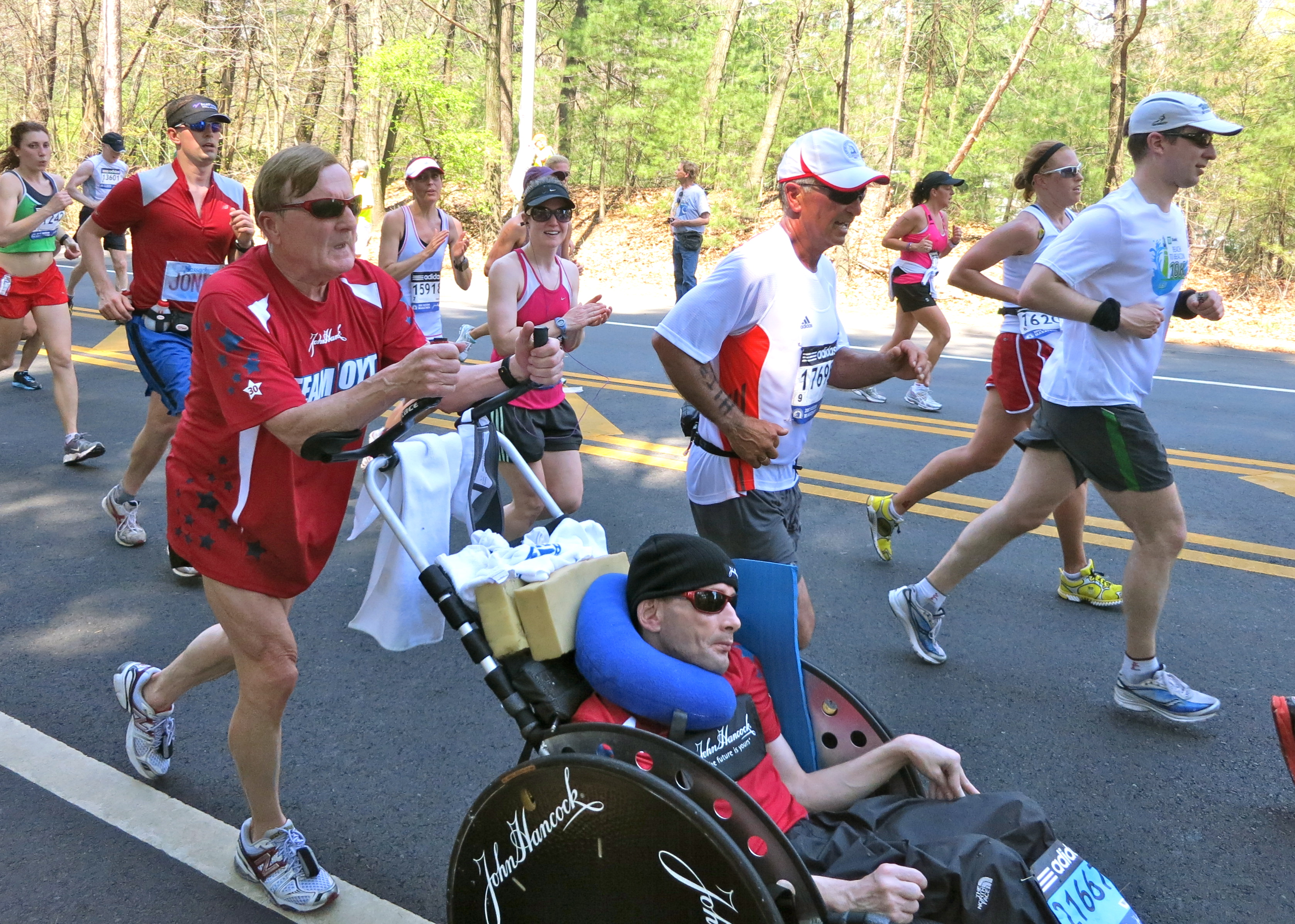
Dick Hoyt et son fils Rick

Par la suite, bien d'autres triathlètes atteints de handicap physique prennent part aux épreuves de l'Ironman (qualifications ou championnat du monde). Jim MacLaren, Pat Griskus, Paul Martin et d'autres athlètes amputés participent au championnat du monde et deviennent des finishers, résumant leur engagement d'une formule simple : « Un cœur, un but, une jambe. Pas de limite. » (« It is a simple formula. One heart. One goal. One legs. No limits »).
Dick Hoyt et son fils Rick (infirme moteur cérébral), formant la Team Hoyt, ont participé six fois à la compétition d'Hawaï.
En 2005, Jonathan Seth Blais dit « Blazeman » (1971-2007), un triathlète américain de 34 ans atteint de la SLA, termine dans les temps (en 16 h 28 min 56 s la course d’Hawaï. Il franchit la ligne d'arrivée en exécutant une roulade. Depuis, ce geste symbolique est répété par de nombreux athlètes en signe d'espoir et de volonté. L'année suivante, en fauteuil roulant, il assiste à l'arrivée de Brian Breen qui participe à la compétition comme « Blazeman Warrior ». La World Triathlon Corporation, en signe de reconnaissance, a réservé le numéro 179, celui sous lequel se présentait Blazeman, aux athlètes les plus courageux.
Par la suite Lisa Bentley, athlète canadienne atteinte de la mucoviscidose, se classe troisième du championnat du monde en 2006. En 2016, l'Américain Hector Picard, âgé de 53 ans et double amputé des bras après un grave accident de travail, termine la course en 16 h 45 min 41 s, près de quinze minutes avant la fin du temps limite.

## Aspects extra-sportifs

### Spectateurs, bénévoles et volontaires

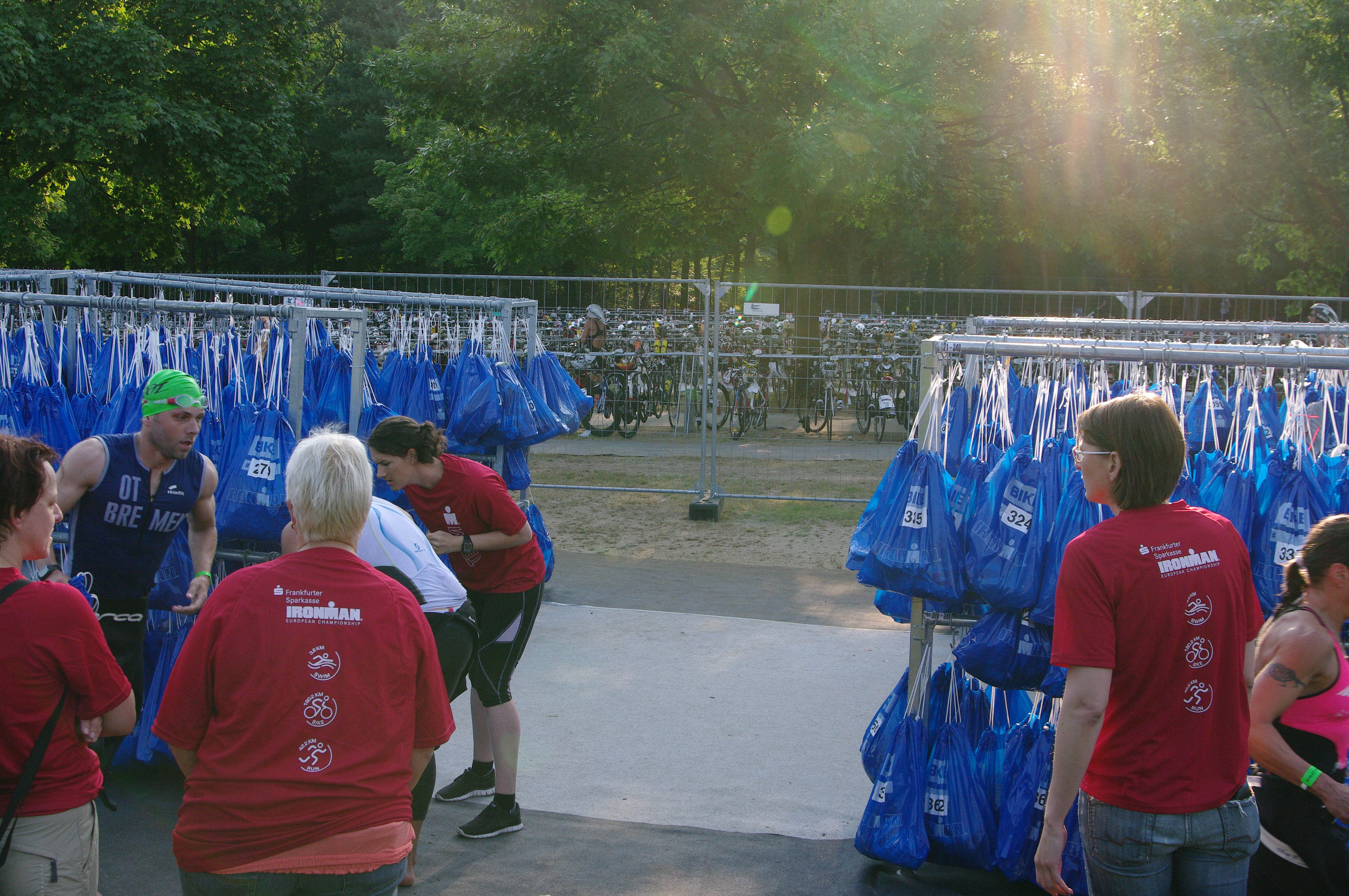
Bénévoles sur un parc de transition natation-vélo

Le triathlon étant un sport de plein air, les épreuves Ironmans se déroulent en extérieur. L’accès aux différents parcours, à de rares exceptions près, est libre et gratuit. Le dénombrement des spectateurs reste donc du domaine de l'évaluation. Par exemple, l'organisateur de l'Ironman France à Nice estime à 80 000 le nombre de spectateurs présents lors de l'édition 2014.
Les compétitions de triathlon en général, tout comme les Ironmans, font appel à de nombreux bénévoles et volontaires pour encadrer leurs courses. On peut en trouver jusqu'à 5 000 sur une compétition Ironman, qui contribuent à l'excellence de l'organisation et au succès de l’événement.

### Primes aux vainqueurs et retombées économiques
Les primes pour les vainqueurs varient selon les Ironmans. Les trois premiers triathlètes hommes et femmes sont les plus primés. Pour la finale du championnat du monde à Kona, les premiers (homme et femme) gagnent, avec le titre de champion du monde, une prime de 120 000 dollars US, les deuxièmes une prime de 60 000 dollars US et les troisièmes 40 000 dollars US.
Il n'y a pas d'étude indépendante connue sur l'impact économique d'une compétition Ironman. Les informations sont habituellement fournies par les organisateurs des compétitions ou les médias locaux. Par exemple, les médias de la ville de Mont-Tremblant au Canada, qui organise un Ironman et un 70.3, estiment que ces deux évènements ont généré en 2012 des retombées économiques directes et indirectes de 15 à 20 millions de dollars,. Ou encore, en 2010 le premier ministre de la Nouvelle-Zélande John Key, souligne l’importance pour le tourisme de l'épreuve Ironman pour l’économie de l'île du nord. Pour la 25e édition à laquelle il donne le départ, il annonce qu'entre les participants et les accompagnants, le pays a pu bénéficier d'un total cumulé de plus de 50 000 visiteurs supplémentaires. Estimant les retombées financières de l'évènement à 10 millions de dollars néo-zélandais dont un quart sur la seule ville de Taupo.

### Lutte contre le dopage
Le dernier cas de dopage avéré sur l'Ironman de Kona date de 2004. La lauréate Nina Kraft a été contrôlée positive à l'EPO. L'Allemande a reconnu sa culpabilité. Depuis 2007, la Britannique Chrissie Wellington, quadruple championne du monde, publie sur son site internet l'ensemble de ses résultats de tests antidopage afin d'inciter par cet acte de transparence à la mobilisation et à la lutte contre le dopage dans le triathlon. En octobre 2012, la World Triathlon Corporation a établi un partenariat avec l'Agence mondiale antidopage (AMA) pour promouvoir son programme antidopage sur tous les Ironmans qu'elle organise.
En 2016, la WTC a augmenté son niveau de contrôle antidopage sur la course de Kona, en créant un bureau temporaire de l'USADA sur la Big Island et en contraignant tous les professionnels et de nombreux amateurs à se soumettre à des tests de dépistages inopinés avant et après la course. Plusieurs amateurs ayant refusé ces tests sont interdits de départ.

### Logo, marque et licencesIronman

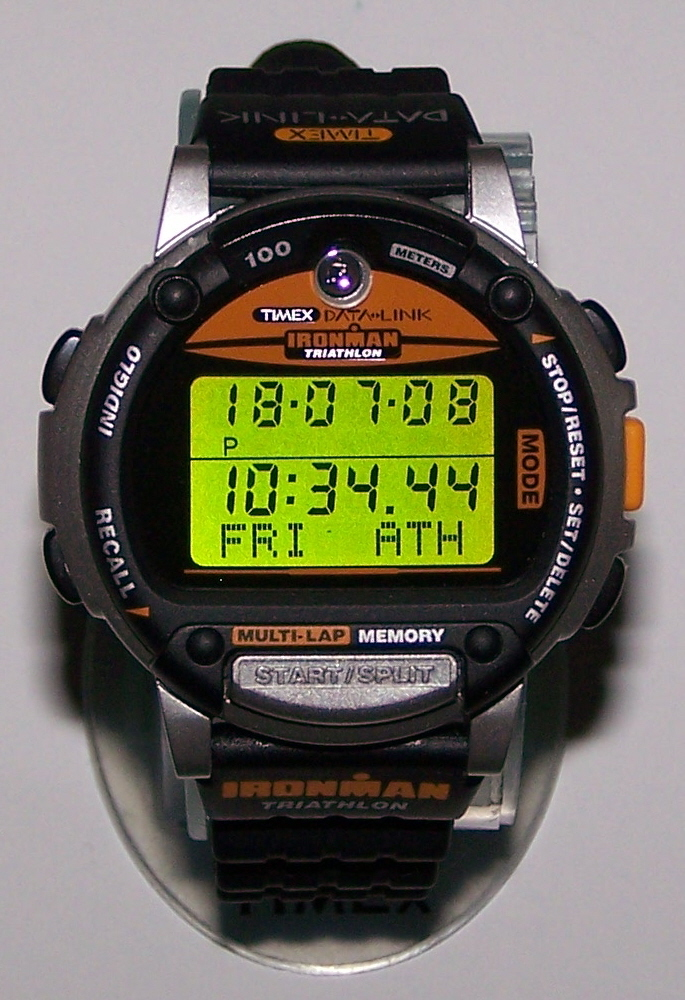
Une Timex Ironman Triathlon

Tout comme la marque « Ironman », le logo du triathlon Ironman est une marque déposée, propriété de la World Triathlon Corporation (WTC). Cette dernière a également protégé les noms de « Triathlon Ironman » (Ironman Triathlon en anglais) pour ses compétitions, mais aussi pour des lignes d'équipement sportifs, de vêtements et de souvenirs. Par exemple, la firme Timex assure depuis 1984 la production d'une série de montres chronométriques GPS étanches Timex Ironman sous licence de la WTC. Cette protection est étendue aux marques « 140.6 » et « 70.3 » (noms issus des distances en miles d'un Ironman et d'un half Ironman).
En 2015 le groupe WTC est racheté pour un montant de 650 millions de dollars, par l'entreprise chinoise Dalian Wanda Group. Ce groupe financier chinois, spécialisé dans l’hôtellerie et le cinéma et sous le contrôle du milliardaire Dalian Wanda a décidé d'investir dans le sport au regard de l'attrait de ses compatriotes pour les pratiques sportives.

### Ironman Hall of Fame
Cette distinction est créée en 1993 par la WTC pour honorer les personnes qui ont apporté une contribution exceptionnelle au rayonnement et au développement de l'Ironman dans le monde.
Chaque année, au cours d'une cérémonie, une ou plusieurs personnalités sont intronisées, choisies parmi plusieurs autres préalablement nommées,. Plusieurs doubles intronisations ont eu lieu (en 2002, 2003 et 2008). Elles compensent les années 2006, 2007 et 2009, 2010 où personne ne fut distingué. 2014 voit une triple intronisation pour le développement des compétitions Ironman en Afrique, en Europe et en Australie,. En 2015 les triathlètes féminines Lori Bodwden et Heather Fuhr sont intronisées pour l’ensemble de leurs résultats sportifs en général et pour ce qu'elles ont apporté au triathlon Ironman en particulier. En 2016, Lew Friedland ancien président de la WTC et Peter Reid triathlète et triple vainqueur sont intronisés pour leurs actions de développement de la compétition après l'époque des « Big Four ». En 2017, Chrissie Wellington fait son entrée dans Hall of Fame comme exemple sportif en tant que quadruple vainqueur du championnat du monde. Fait unique, elle la seule triathlète à remporter durant sa carrière tous les Ironmans auxquels elle prend part.
Liste des récipiendaires :
- 1993 : Dave Scott
- 1994 : Julie Moss
- 1995 : Scott Tinley
- 1996 : Paula Newsby-Frazer
- 1997 : Mark Allen
- 1998 : John et Judy Collins
- 1999 : Valérie Silk
- 2000 : Tom Warren
- 2001 : Dr Bob Laird
- 2002 : Bob Babbit / John MacLean
- 2003 : Gordon Haller et Lyn Lemaire
- 2004 : Greg Welch
- 2005 : Jim Maclaren
- 2008 : Team Hoyt (Rick et Dick Hoyt)
- 2011 : Mike Reilly
- 2012 : Grahmam Fraser
- 2013 : Peter Henning
- 2014 : Georg Hochegger / Stefan Petschnig / Helge Lorenz
- 2015 : Lori Bowden / Heather Fuhr
- 2016 : Lew Friedland / Peter Reid
- 2017 : Chrissie Wellington
- 2018 : Erin Baker / Scott Molina / Ken Baggs / Rocky Campbell
- 2019 : Michellie Jones / Tim DeBoom / Kenneth Gasque / Jan War
- 2021 : Natascha Badmann / Carlos Moleda

### Audiovisuel
- En 1981, l'épisode no 18 de la 1re saison de la série télévisée Magnum utilise le cadre du triathlon Ironman d'Hawaï[94].
- Les reportages télévisés sur le championnat du monde d'Ironman ont été nommés vingt-neuf fois et ont remporté neuf Emmy Awards depuis 1991[bb 20]. Le dernier est gagné en 2012, la National Academy of Television Arts and Sciences a remis le 16e trophée des Sport Emmy Awards, lors de sa 33e édition, à la chaîne NBC pour un travail de caméra portée jugé exceptionnel[95].
- En 2014, le film de Nils Tavernier, De toutes nos forces, retrace le défi d'un père et de son fils paralysé cérébral à participer à l'Ironman France à Nice (inspiré de la Team Hoyt).
- En 2016, la chaîne de télévision française consacrée au sport L’Équipe 21 programme un cycle de retransmission en direct de diverses compétitions de triathlon dont plusieurs Ironmans qui sont diffusées en clair tout au long de l'année[96].

## Autres formats de course

### Ironman70.3

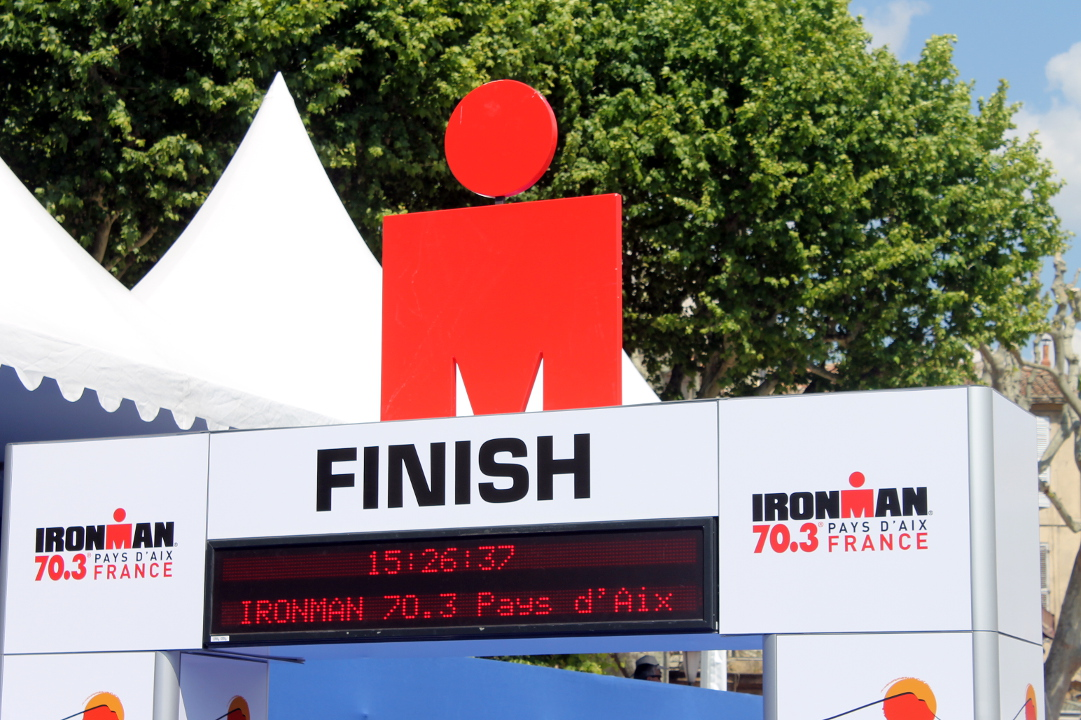
Portique finishline Ironman 70.3

En 2005, la World Triathlon Corporation met en place une série de triathlons dénommés « Ironman 70.3 ». Ces compétitions plus courtes, appelées aussi « half Ironman », se pratiquent sur des distances de 1,9 km de natation, 90 km de vélo et 21 km de course à pied, soit 113 km (70,3 miles, d'où sa dénomination). Ces distances représentent la moitié de la distance d'un Ironman (226 kilomètres ou 140,6 miles). Selon les mêmes principes de qualification et au travers d'un circuit mondial, un championnat du monde 70.3 est organisé. La finale, contrairement au triathlon Ironman, a lieu dans un pays différent chaque année.

### Autres triathlons sur longues distances
Le succès des triathlons Ironmans a amené d'autres organisateurs à calquer leurs compétitions sur ce modèle. Ce sont des courses de grande difficulté, similaires aux Ironmans, mais qui, en raison des droits de propriété, ne peuvent se prévaloir de ce nom. Parmi celles-ci figurent notamment « l'Embrunman » (France mi-août), le « Challenge Roth » (Allemagne, mi-juillet), Ironlakes (Belgique, fin septembre) ou encore le « Slovakman » (Slovaquie, début août).